# Lista de personagens de The Simpsons
Esta é uma lista de personagens de Os Simpsons, uma série de animação adulta e sitcom estadunidense criada por Matt Groening para a Fox Broadcasting Company.

## Família Simpson

### Principais
- Homer Jay Simpson (voz original por Dan Castellaneta;[2] dublagem por Carlos Alberto Vasconcellos)[3][a] — o pai da família de 38 anos de idade.[4] Trabalha como inspetor de segurança na Usina/Central Nuclear de Springfield e já trabalhou também como bombeiro voluntário,[5] inventor (frustrado),[6] professor (de relacionamento),[7] vendedor de carros,[8] motorista de ambulância,[9] caminhoneiro,[10] removedor de neve, atendente do "Bagunçado Mart" no lugar do pai dele,[11] coreógrafo de celebridades (especialmente jogadores),[12] vendedor de açúcar, agricultor, cantor e compositor dos Bem Afinados, astronauta, apresentador substituto do Krusty, crítico de gastronomia, missionário, funcionário do cassino do Sr. Burns, condutor de monotrilho, artista plástico (quando não consegue montar sua churrasqueira), caçador de recompensas, comissário de saneamento, reverendo, contrabandista de bebidas, guarda-costas do prefeito, motorista de carrinho de sorvete, entre outras diversas profissões. Adora cerveja Duff e donuts. É um alienado, patético, sem muita finalidade na vida e um completo energúmeno (no sentido de ser um retardado). É mundialmente consagrado pelo seu grunhido "D'oh!" que não possui um significado real. Seu pai admitiu que sua primeira palavra foi uma mentira. Homer aparece em todos os episódios.[13]
- Marjorie Jacqueline "Marge" Bouvier Simpson (voz original por Julie Kavner;[2] dublagem por Selma Lopes)[3][b] — a mãe da família de 38 anos de idade, uma típica dona-de-casa, de ascendência francesa (e não "descendência", uma vez que seus três descendentes não são franceses), é preocupada com os filhos e com o marido que sempre lhe causam problemas, é canhota. Ganhou uma medalha de ouro nos Jogos Olímpicos de Inverno em Vancouver, Canadá em 2010.
- Bartholomew JoJo "Bart" Simpson (voz original por Nancy Cartwright;[2] dublagem por Rodrigo Antas)[3][c] — o filho mais velho, com 10 anos, um garoto problemático, que adora atirar com seu estilingue, andar de skate e fazer apostas com seu pai. Não tira notas boas na escola e vive se metendo em confusões. Seu melhor amigo se chama Milhouse. É alérgico a camarão, tem uma cicatriz no pulso e já ganhou um Globo de Ouro e um Oscar pelo seu trabalho no curta "Pai furioso". Na primeira temporada era o personagem principal da trama, mas perdeu o lugar para seu pai Homer.
- Lisa Marie Simpson (voz original por Yeardley Smith;[2] dublagem por Flávia Saddy)[3][d] — a filha do meio – totalmente diferente do resto da –, tem 8 anos e é superdotada, intelectual, estudiosa, vegetariana e ambientalista, toca perfeitamente saxofone e adora jazz. É adepta ao budismo, em oposição ao resto da família, que segue o cristianismo.
- Margareth Evelyn Lenny "Maggie" Simpson — a filha mais nova, de apenas 1 ano. Apenas fica com a sua chupeta, porém assume papel decisivo em alguns episódios como em "Quem Matou o Sr. Burns" na qual "acidentalmente" atirou no Sr. Burns. No episódio "Poppa's Got a Brand New Badge", entretanto, demonstra formidável perícia ao por fora de ação com um rifle um grupo de mafiosos que ameaçavam seu pai. Posteriormente esconde a arma em seu berço.

### Secundários
- Abraham "Abe" Jedediah Simpson II — idoso de 83 anos, é um personagem octogenário. Pai de Homer Jay Simpson, de Herbert Powell Simpson e Abbie Winston Simpson; avô de Lisa Simpson, Bart Simpson e Maggie Simpson. Mora no Asilo de Springfield junto com seus amigos. Tinha sua própria casa, que vendeu para que com o dinheiro seu filho Homer conseguisse comprar a sua e se casar, conforme um determinado episódio. Depois de viver algum tempo na casa de Homer, ele foi mandado para o asilo. Sua vida amorosa é conturbada, sendo abandonado pela mãe de Homer, que se tornou uma perseguida política. Também teve outro filho, além de Homer, que não era de seu conhecimento. Namorou a idosa mãe da Marge, num episódio que foi feita paródia da cena final do filme "The Graduate", de 1967. Em outro episódio, casou e se divorciou de Selma Bouvier, uma das cunhadas gêmeas de Homer e conhecida pelos seus inúmeros ex-maridos. Às vezes, enquanto fala de seus tempos de juventude e da guerra, ou das guerras, pois parece que lutou nas duas guerras mundiais, cai no sono. Em outras oportunidades, ele conta histórias longas e incoerentes - por exemplo, adjudica-se a invenção do banheiro e ser quem causou que cães e gatos se odeiem - e apresenta um comportamento errático, com certas evidências de sofrer senilidade, além de uma má saúde. Entre suas histórias de guerra se encontra a do tempo que liderou o grupo mais valente de todos, os Peixes Infernais, do qual o Sr. Burns, na época um recruta, participou. Geralmente quando o vovô Abe começa a falar, todos saem de perto. O vovô Abe mora no Castelo de Aposentados de Springfield junto de seus amigos. No asilo, Abe tem muita sorte de encontrar sucesso rápido como escritor de uma série animada de Itchy & Scratchy (Comichão e Coçadinha, no Brasil). Na verdade, os episódios eram de autoria de seus netos, Bart e Lisa, que apenas o faziam assinar pois precisavam de um adulto para isso.
- Mona Penelope Simpson — tem 75 anos de idade e é mãe de Homer, ex-esposa de Abraham e avó de Bart, Lisa e Maggie. Era activista do Greenpeace na América hippie dos anos 1960, mas por suas manifestações e seu jeito rebelde viu-se obrigada a sumir do mapa por pressão dos poderosos (pessoas como o Sr. Charles Montgomery Burns) e não viu Homer crescer. Quando aparece (o que é muito raro) vive, escondendo-se da polícia e das autoridades locais. Nas suas épocas de fugitiva da lei Mona atendia sob o pseudónimo Penelope Olson. No penúltimo episódio da temporada 19, ela aparece na casa dos Simpsons dizendo que a polícia havia desistido de persegui-la. Após ser renegada pelo filho, Homer Simpson, no meio da madrugada, quando Homer escreve um bilhete pedindo desculpas ele descobre que ela está morta.
- Herbert Kennedy "Herb" Simpson Powell — o meio irmão de 40 anos de Homer e meio-tio de Bart, Lisa e Maggie. Dono de uma frustrada companhia de automóveis (denominada Powell Motors), ele estava entrando em crise, pois segundo ele seus engenheiros não ouviam as pessoas comuns o que elas queriam. Ao conhecer Homer, decidiu que seu meio-irmão iria produzir um carro com seu próprio nome. Com o passar do tempo, Homer concedeu ordens demais com ideias fúteis produzindo um carro indesejável. Com o dinheiro gasto em um carro que obteve um custo de produção caro demais e que ninguém iria comprar, a Powell Motors faliu. Mas, depois de alguns testes com Maggie, ele constrói uma máquina que traduz o que os bebés dizem. A máquina é um sucesso e Herbert volta a ser o milionário que sempre foi. Herb é a prova viva do erro citado posteriormente de que todos os homens da família Simpson são fracassados, já que ele é um Simpson por parte de pai.

### Outros
Estão representados aqui somente personagens que apareceram, ou foram ao menos citados, no decorrer da série de TV ou do filme. Ficaram de fora, por tanto, membros da família Simpson que apareceram apenas nas revistas em quadrinhos publicadas pela editora "Bongo Comics Group" ou no livro "The Simpsons Uncensored Family Album", de Matt Groening.
- Edwina Winston — foi namorada de Abraham Simpson em Londres. Ao final do episódio Os Monólogos da Rainha é sugerido que Abbie, a filha de Edwina Winston, é filha ilegítima de Abe Simpson. Assim sendo seria a meia-irmã de Homer (com quem tem uma incrível semelhança) e de Herbert Powell. É notável que enquanto ela é, obviamente, uma Simpson biológica (com exceção de sua aparência e personalidade, ela nasceu apenas cerca de um ano depois que o caso Vovô com a mãe), ela não é reconhecida oficialmente pela família e nunca explicitamente chamada de Simpson, a audiência é apenas saiu com uma forte indicação além do fato de ela ainda é biologicamente relacionado.
- Rita LaFleur Simpson — a ex-esposa de Abe Simpson, com quem ela esteve brevemente casada pouco depois de ele ser abandonado por Mona. Rita LaFleur era uma cantora afro-americana que trabalhava no restaurante "Spiro's", onde Abe a conheceu quando também trabalhava lá. No episódio "Gone Abie Gone" o Vovô Simpson volta a reencontrá-la após fugir do asilo.
- William Arnold "Bill" Simpson — o irmão comunista (segundo suspeitas do Vovô Simpson) de Abe, tio de Homer e tio-avô de Bart, Lisa e Maggie. É mencionado brevemente ao final do episódio "Million Dollar Abie".
- Cyrus Simpson — irmão mais velho de Abe, tio de Homer e tio-avô de Bart, Lisa e Maggie. Cyrus e Abe eram soldados na Segunda Guerra Mundial, servindo juntos antes da lei Sullivan que foi decretada para impedir isto. Não se sabe se Abe Simpson foi atribuído aos Peixes Infernais, antes ou depois disso. No episódio "Simpson Christmas Stories" Abe Simpson conta que o avião de Cyrus caiu e não foi visto durante anos, fazendo com que todos concluírem que ele havia morrido. Cyrus permaneceu no Taiti, onde se aposentou. Ele agora vive com suas 15 esposas, como mostrado ao final desse episódio.
- Chester "Chet" Oliver Simpson — o tio de Homer e tio-avô de Bart, Lisa e Maggie. Chet dirige uma companhia de camarão, sem sucesso. A julgar pela sua aparência, ele é o mais novo dos irmãos de Abe. Aparece junto com outros parentes em "Lisa the Simpson".
- Stanley Simpson — o neto de Bill Simpson e primo segundo de Bart, Lisa e Maggie. Stanley aparece quando Homer tenta mostrar para sua filha que os Simpsons podem ser bem-sucedidos. O plano é frustrado quando ele revela que atira pássaros no aeroporto. Stanley, Chet e a Dr. Simpsons são únicos do grupo de parentes dos Simpsons reunidos no episódio "Lisa the Simpson" cujas identidades são conhecidas.
- Dra. Simpson — é a médica (de nome e grau de parentesco não revelados) que tranquiliza Lisa ao revelar que o "gene defeituoso dos Simpson" só afeta o cromossomo Y, portanto, só estaria ativo nos homens da família Simpson.
- Yuma Hickman — é a avó de Homer e bisavó de Bart, Lisa e Maggie. Yuma foi mostrada, junto com sua família de imigrantes recém-chegados aos EUA, morando na cabeça da Estátua da Liberdade, em uma cena de flashback do episódio "Much Apu About Nothing".
- Orville Simpson — é o avô de Homer e bisavô de Bart, Lisa e Maggie. Aparece no episódio "The Old Country".
- Oswald "Old Tut" Oli Simpson — é o bisavô de Homer Simpson e trisavô de Bart, Lisa e Maggie. É mencionado por Abe Simpson no episódio "Homer to the Max", como sendo quem negociou uma mula em troca do sobrenome Simpson.
- Howland Simpson — o tio de Eliza Simpson. É mencionado brevemente pelo Vovô Simpson no episódio "Grampa vs. Sexual Inadequacy".
- Tyrone Simpson — é irmão de Abe, tio de Homer e tio-avô de Bart, Lisa e Maggie. Tyrone é depressivo e mora em Dayton, Ohio. Os Simpsons pretendiam visitá-lo no dia de seu aniversário no episódio "Catch 'Em If You Can".
- Eliza Simpson — uma parente distante da família Simpson, filha de Mabel e Hiram. Fazia parte da "estrada de ferro subterrânea" (uma rede de rotas secretas e esconderijos usados no século XIX por escravos para escapar para para o Canadá e regiões nos EUA livres da escravidão, com a ajuda de abolicionistas e aliados simpáticos à sua causa) que ajudou Virgil a escapar. Infelizmente acabou sendo desencorajada pelo Coronel Burns, pai de Montgomery Burns, e posteriormente se casou com um ancestral de Milhouse, levando a um possível parentesco entre os Simpsons e os Van Houten. Apareceu em "The Color Yellow". Sua aparência é idêntica a de Lisa. Eliza é meia-tia-tetravó de Bart, Lisa e Maggie.
- Virgil Simpson — é um escravo negro de propriedade do Coronel Burns, o pai do Sr. Burns, que foi resgatado por Eliza. Foi traído por Hiram, mas escapou com Mabel, com quem se casaria mais tarde, e de quem a família Simpson são realmente descendentes. Apareceu no episódio "The Color Yellow". Virgil é pentavô de Bart, Lisa e Maggie.
- Mabel Simpson — é uma antepassada da família Simpson que como sua filha fazia parte da Underground Railroad (ou Estrada de Ferro Subterrânea). Foi casada com Hiram antes de se divorciar e fugir para o Canadá para se casar com Virgil. Sua aparência é idêntica a de Marge. Mabel é pentavó de Bart, Lisa e Maggie.
- Abraham Simpson I — é o filho de Mabel e Virgil, meio-irmão de Eliza e bisavô de Abe Simpson. Seu nome foi uma homenagem ao futuro presidente Abraham Lincoln, que deu seu chapéu para Mabel se disfarçar.
- Hiram Simpson — é pai de Eliza Simpson que foi subornado (com um novo par de sapatos) pelo coronel Burns para que revelasse o paradeiro do escravo Virgil. Sua aparência é idêntica a de Homer.
- Arthur Simpson — é um suposto tio de Bart, Lisa e Maggie, citado somente em uma breve citação de um episódio da 22 temporada por Marge, ou seja, ele é irmão ou de Homer ou de Marge, há pouca informação sobre esse personagem.

### Não oficiais
- Hugo Simpson II — é o irmão gêmeo siamês de Bart, não faz parte dos personagens nos episódios tradicionais, aparecendo somente no especial de Halloween "A Casa da Árvore dos Horrores VII". Na primeira parte do episódio (The Thing And I) Hugo tenta se vingar de sua "outra parte" por ter sido preterido por seus pais em benefício de Bart e ser obrigado a ser esconder no sótão. Além desse episódio Hugo tem uma pequena participação no videojogo "The Simpsons Hit And Run".
- Picard Simpson — é o filho de Bart em um futuro no qual Bart cresceu para se tornar um adulto imaturo, morando no que restou da Escola Primária de Springfield. É idêntico ao pai com exceção do cabelo penteado. É novamente visto, junto com seu irmão mais novo, no episódio "Days of Future Future".
- Kirk Simpson — é filho mais novo de Bart no futuro mostrado no episódio "Holidays of Future Passed". É ainda mais idêntico fisicamente ao pai (com exceção dos óculos) que seu irmão mais velho, que como ele possui habilidade de ler mentes.
- Zia Simpson — é a futura filha de Milhouse Van Houten e Lisa Simpson. A faixa azul em sua franja pode ter vindo dos genes de Milhouse. É mostrada como uma adolescente rebelde que passa parte de seu tempo conectada a "Ultranet" (uma internet conectada, através de um plug, diretamente no cérebro), para tristeza de Lisa. Aparece em "Holidays of Future Passed".
- Margaret "Maggie" Samson — é a futura filha de Maggie e de Gerald Samson (o ex-arqui-inimigo de Maggie quando ele era conhecido como o "bebê monocelha") no episódio "Bart to the Future". É mostrada como uma bebê de 1 ano que é exatamente idêntica a sua mãe quando tinha a mesma idade.
- Jenda Simpson — é a futura namorada e eventual ex-esposa de Bart Simpson. Depois de aparecer pela primeira vez, já divorciado de Bart, em "Holidays of Future Passed" Jenda reaparece em "Future-Drama", em um episódio que conta como o namoro com Bart começou. Torna aparecer em "Days of Future Future", desta vez casada com Jerry, um gentil inseto alienígena.

## Família Bouvier

### Principais
- Patricia "Patty" Bouvier — é a mais jovem das gêmeas Bouvier. Apesar das semelhanças com Selma, Patty é mais cínica que sua irmã, especialmente quanto aos relacionamentos. Geralmente, Patty é mais hostil a Homer do que Selma. No entanto, quando Patty assumiu sua homossexualidade, ela encontrou em Homer um surpreendente apoio (em contraste com Marge). Patty, então, engoliu seu orgulho e pediu-lhe para realizar sua cerimônia de casamento (no episódio "There's Something About Marrying"). Homer e Patty também se uniram para separar Selma e o pai de Homer, Abe Simpson (em "Rome-Old and Julie-Eh"). Nesse episódio, ela imagina Homer como Edna Krabappel. Patty também é irmã de Marge e tia de Bart, Lisa e Maggie.
- Selma Bouvier-Terwilliger-Hutz-McClure-Discotheque-Simpson-D'Amico — é dois minutos mais velha que Patty e como ela também trabalha no Departamento de Trânsito de Springfield e é uma fumante inveterada, mas um pouco mais simpática em relação a Homer do que Patty. Em contraste com sua irmã gêmea, Selma anseia por companhia masculina e pelo desejo de ser mãe. Para isso Homer concordou em se passar por seu marido para ajudá-la a adotar um bebê na China (no episódio "Goo Goo Gai Pan"). Selma também teve cinco casamentos fracassados, com Sideshow Bob, Lionel Hutz, Troy McClure, Disco Stu e Tony Gordo (somando ao nome Bouvier os sobrenomes de cada um de seus ex-maridos). Selma também é irmã de Marge e tia de Bart, Lisa e Maggie.
- Ling Bouvier — é a filha chinesa adotiva de 1 ano de Selma Bouvier e Homer Simpson na ocasião em que eles tiveram de fingir serem casados para enganar as autoridades chinesas. Mostra ter muitos talentos, mas obrigada por Patty e Selma a desenvolvê-los o tempo todo. Chegou a pedir socorro a Marge e Homer em voz baixa devido a isso.

### Secundários
- Gladys Gurney — é irmã de Jackie Bouvier, portanto tia de Marge, Patty e Selma Bouvier e tia-avó de Bart, Lisa e Maggie. É uma personagem que fez uma única aparição, e mesmo assim, já estando morta. Lionel Hutz, seu advogado tentou transferir a herança de U$$ 568 900 deixada para Margie para ele mesmo, trocando a voz de Gladys, mas sem sucesso. No episódio, Bart, Lisa e Homer querem ir ao "Duff's Heaven", mas, quando vão sair, Marge dá a noticía. Eles vão ao enterro e veem a fita alterada com o testamento. Mais tarde, Patty leva Bart e Lisa ao parque, onde Lisa bebe cerveja e fica nua no "Canal Cervejaço", falando que é a Rainha dos lagartos.
- Jacqueline Jo-Jo Bouvier — 86 anos, é mãe de Marge, Patty e Selma e avó de Bart, Lisa e Maggie. Não aparece frequentemente, mas tal como Patty e Selma também fuma bastante e desaprova o casamento de Marge com Homer, fazendo de tudo um pouco - algumas vezes até em conjunto com suas filhas gêmeas - para estragar a vida de Homer. Teve um breve romance com o pai de Homer.
- Clancy Jo-Jo Bouvier — é o falecido pai de Marge, Patty e Selma e avô de Bart, Lisa e Maggie. Clancy desaprovava o casamento de Marge e Homer. Sua primeira aparição foi no episódio "The Way We Was" e depois somente apareceu no episódio "Fear of Flying" onde revelou que era um dos assistentes de voo masculinos. A causa da sua morte na época são indeterminadas mas ocorreu alguma hora depois que Marge casou com Homer.
- Veronica Hubert Bouvier — finge ser uma mulher para entrar no jogo de golf onde conhece Patty e acaba se apaixonando. Patty aproveitando que Homer tira uma licença para fazer casamentos, pede que celebre o seu. Mas Marge desconfia de que Veronica seja homem e fala para Patty e ela não acredita. Um pouco antes do casamento, Marge vai ao banheiro e descobre que Veronica é homem. Fala novamente com Patty que fica brava com Marge. Na cerimônia, Marge olha para o colarinho de Veronica e vê seu gogo. Patty cancela o casamento, pede desculpas a Marge e vai morar com Selma. Homer para de fazer casamentos.
- Alvarine Bisque é a mãe de Jacqueline Bouvier e Gladys, portanto avó de Marge, Patty e Selma e bisavó de Bart, Lisa, Maggie. Apareceu somente no episódio "Medo de Voar".

## Famílias secundárias

### Flanders
- Nedward "Ned" Flanders, Jr. — tem 60 anos, é o vizinho dos Simpsons é um típico devoto religioso fervoroso que nunca deixa de ir à igreja aos domingos. É fã dos Beatles e seus pais eram beatniks. É canhoto e é dono de uma loja de artigos para canhoto. Viúvo e pai de dois filhos, Ned é constantemente hostilizado, ridicularizado, enganado e explorado por Homer. Nas últimas temporadas torna-se viúvo, muitas vezes assumindo o papel de pai superprotetor. Homer finge que o odeia, mas Ned é seu melhor amigo e está sempre disposto a ajuda-ló. Atualmente é casado com Edna Krabappel. Ned tem um bom coração, e está sempre disposto a ajudar qualquer um. Vive emprestando várias coisas para Homer, mas nunca as têm de volta, já que o patriarca dos Simpsons se "esquece" de devolvê-las.
- Maude Flanders — era a esposa de Ned Flanders, e mãe de Rod e Todd. Maude era uma cristã devota que muitas vezes fez parceria com Helen Lovejoy em protestos contra os "males" em Springfield. Ela morreu por cair de uma arquibancada ao ser alvejada acidentalmente por um "canhão lançador de camisetas" (no qual Homer teve participação indireta), no episódio "Alone Again, Natura-Diddily".
- Rod Flanders — é o filho mais velho de Ned Flanders e Maude Flanders. Rod frequentemente ora, para que Deus cuide dele e seu irmão mais novo, Todd. Ele reza para o sucesso do negócio de seu pai, para o sucesso de todos os cristãos e para quase tudo mais que conseguir pensar. Sua única frustração é não poder orar na escola.
- Todd Flanders — o filho mais novo de Ned Flanders e Maude Flanders. É tão medroso, impressionável e carola quanto seu irmão Rod.
- Edna Krabappel — professora da Escola Primária de Springfield com quem Ned Flanders inicia um relacionamento a partir do episódio "The Catch Ned-Liest". Em "Ned 'n Blend Edna" (25º episódio da 23ª temporada) os dois se casam em segredo (mas ela mantém seu sobrenome, Krabappel, do primeiro marido). Desaparece na 25ª temporada por causas desconhecidas, sendo considerada por alguns como morta.
- Nedward "Daddio" Flanders, Sr. — é o pai de Ned e Nediana; marido de Agnes e avô paterno de Rod e Todd. Um artista liberal cuja "educação rígida beatnik" deixaria Ned traumatizado (segundo os critérios de Ned). Nedward permitiu um tratamento psiquiátrico radical (como visto no episódio "Hurricane Neddy") que fez com que o pequeno Ned Flanders suprimisse a raiva e escondesse seu profundo desprezo pelos valores e ideais de seu pai.
- Mona Flanders — tem 100 anos, é a mãe de Ned e Nedina, esposa de Nedward Flanders e avó paterna de Rod e Todd. Também é uma artista beatnik que, assim como Nedward, apareceu pela primeira vez no episódio "Lisa's First Word". Esteve presente, ao lado do marido, no casamento de Ned Flanders e Edna Krabappel.
- Nediana Flanders — é a irmã divorciada de Ned Flanders que mora em Capital City. É mencionada brevemente no episódio "When Flanders Failed".
- Ted Flanders — primo de Ned Flanders, que até agora só teve uma aparição, no episódio "O Bob que Mora ao Lado''. Mas só aparece no final do episódio quando se muda para a casa ao lado de Homer, é pai das irmãs praticamente gêmeas Connie e Bonnie.
- Connie Flanders — é filha de Ted Flanders portanto prima em segundo grau de Rod e Todd e sobrinha de Ned Flanders e igual ao seu pai e irmã só apareceu no episódio "O Bob que Mora ao Lado" e é a filha mais nova de Ted Flanders
- Bonnie Flanders — é filha de Ted Flanders e prima em segundo grau de Rod e Todd e sobrinha de Ned Flanders até agora só teve aparição no episódio "O Bob que Mora ao Lado"

### Van Houten
- Milhouse Mussolini Van Houten — é o melhor amigo de Bart Simpson. Como seus pais, Kirk e Luann Van Houten, Milhouse têm características físicas distintas: a extrema miopia (corrigida por óculos extremamente grossos) e um enorme nariz. Milhouse tem inteligência média, mas pouca desenvoltura social. É muito crédulo e por isso muitas vezes levado em apuros por Bart, que se aproveita de sua ingenuidade e timidez. o jovem Milhouse também é alérgico a quase tudo, e tem uma paixão platônica pela Lisa.
- Luann Van Houten — é a mãe de Milhouse. Luann é representada como uma mãe solteira, com uma vida amorosa conturbada e um tanto promiscua depois do divórcio. Nesse período namorou Pyro, astro do game show "American Gladiators" (no episódio "A Milhouse Divided"), assim como o ex-amigo dele, Gyro (em "Wild Barts Can't Be Broken"). Também namorou Disco Stu e o capitão MacAllister ("Milhouse of Sand and Fog"), e provavelmente Otto ("Moe Letter Blues"). Luann é de ascendência italiana e, ao contrário da maioria dos personagens de "Os Simpsons", é nascida em Shelbyville, cidade rival de Springfield, como revelado no episódio "Lemon of Troy".
- Kirk Evelyn Van Houten — é o pai de Milhouse e ex-marido de Luann (com quem constantemente se reconcilia). É retratado como um estereótipo de um perdedor de meia-idade e como pai relapso e caloteiro. Kirk parece ser incapaz de manter um emprego estável e pegar a pensão alimentícia do filho. Kirk é descendente de holandeses e dinamarqueses, mas pende mais para o lado holandês, ao contrário de seu irmão.
- Nana Sophie Mussolini — é a avó materna de Milhouse. É italiana que no passado foi engravidada e depois abandonada por um soldado americano durante a Segunda Guerra Mundial, motivo pelo qual odeia que seu neto fale inglês perto dela. Ela costumava chicotear Milhouse sempre que ele falava inglês ao invés do italiano (episódio "The Last of the Red Hat Mamas").
- Norbert "Zack" Van Houten — é o tio dinamarquês de Milhouse. Aparece no episódio "Little Orphan Millie" vestido como Indiana Jones (incluindo chapéu e chicote) em uma visita surpresa a Milhouse quando este estava deprimido pelo desaparecimento dos pais durante um cruzeiro marítimo. Então Milhouse parte com seu tio em balão, acabando (junto com Bart) na mesma ilha que Luann e Kirk estavam tentando escapar. Zack termina brigando com seu irmão por preferir ao lado dinamarquês da família em detrimento ao lado holandês.

### Nahasapeemapetilon
- Apu Nahasapeemapetilon — é um imigrante indiano de 29 anos trabalha no mercado Kwik E' Mart, no coração de Springfield. É casado com Manjula Nahasapeemapetilon, com a qual teve oito filhos. Foi dublado, no Brasil, por Nizo Neto. Mesmo vivendo na América, Apu se conserva bastante fiel à religião hindu e por isso é um vegetariano radicado. Apu tem como característica vender produtos que já passaram da data de vencimento. Representa o estereótipo dos asiáticos donos de pequenos mercados em território americano.
- Manjula Abdula Nahasapeemapetilon — é uma mulher imigrante indiana, tem 35 anos, e é a esposa de Apu, dono do Kwik-E-Mart, que primeiramente não havia aceitado se casar com ela, pois era um casamento arranjado por sua mãe. Mas logo mudou de ideia, quando a viu. Hoje o casal tem óctoplos. Manjula pede sempre que possível conselhos a Marge. Quando essa bela indiana soube da traição de Apu ficou desesperada e inconformada com tal feito do Marido, para que seu marido voltasse para casa Manjula fez uma lista enorme e seu companheiro conseguiu realizar e eles voltaram a ficar juntos.
- Os óctuplos Nahasapeemapetilon — são filhos de Apu e Manjula. São quatro meninos e quatro meninas chamados: Anoop, Nabendu, Sandeep, Gheet, Uma, Poonam, Pria e Sashi.
- Sanjay Nahasapeemapetilon — é o irmão de Apu, embora já tenha sido citada sua morte no episódio ''Fim de Ano do Futuro Passado'' em que Apu fala que ele morreu por um vagão desgovernado.
- Judy Kakwana Nahasapeemapetilon — é a mãe de Apu, tem 55 anos; aparece no episódio em que Apu tem que se casar e ele finge ser marido de Marge (ideia dada por Homer) aí ela descobre que era uma farsa quando pega Homer e Marge na cama e Apu deitado no chão do quarto.
- Herb Nahasapeemapetilon — é o pai de Apu já falecido com 60 anos.
- Kavi Nahasapeemapetilon — é o primo de Apu que ficou na Índia. E fez bem por ficar. Possui vários empregos por telefone e mais um na Usina Nuclear da Índia, o que significa dinheiro sobrando. Em seus empregos por telefone tem que fingir que é um rei a até uma conselheira. Não se importa com o que os outros pensam sobre o seu emprego. Até agora só apareceu em um episódio e sua única característica marcante é isso.

### Hibbert
- Dr. Julius Henry Hibbert — competente e confiável, é o diretor e médico do Hospital Geral de Springfield. Tem um hábito horrível de rir nas horas mais impróprias, principalmente quando está divulgando os diagnósticos terminais de seus pacientes. Recebeu como paciente seu suposto irmão mais velho, o músico Murphy Gengivas Sangrentas, que inclusive faleceu em seu hospital. Hibbert foi dublado pelo já falecido Paulo Flores, hoje por José Santa Cruz.
- Bernice Hibbert — esposa de Julius Hibbert, é viciada em álcool mas está se curando pouco a pouco. Tem com Julius dois meninos e uma filha mais nova.
- Gengivas Sangrentas — Murphy "Gengivas Sangrentas" Kenneth Slourge Hibbert era o suposto irmão mais velho do Dr. Julius Hibbert. Era um grande músico, cantava jazz e tocava saxofone como ninguém. Era o ídolo e grande amigo de Lisa. Internado no Hospital Geral de Springfield, veio a falecer, mas voltou do além para ensaiar uma última canção com Lisa. O apelido de Gengivas Sangrentas vem do fato de que ele nunca ia ao dentista. Seu dublador foi o já falecido Paulo Flores.

### Wiggum

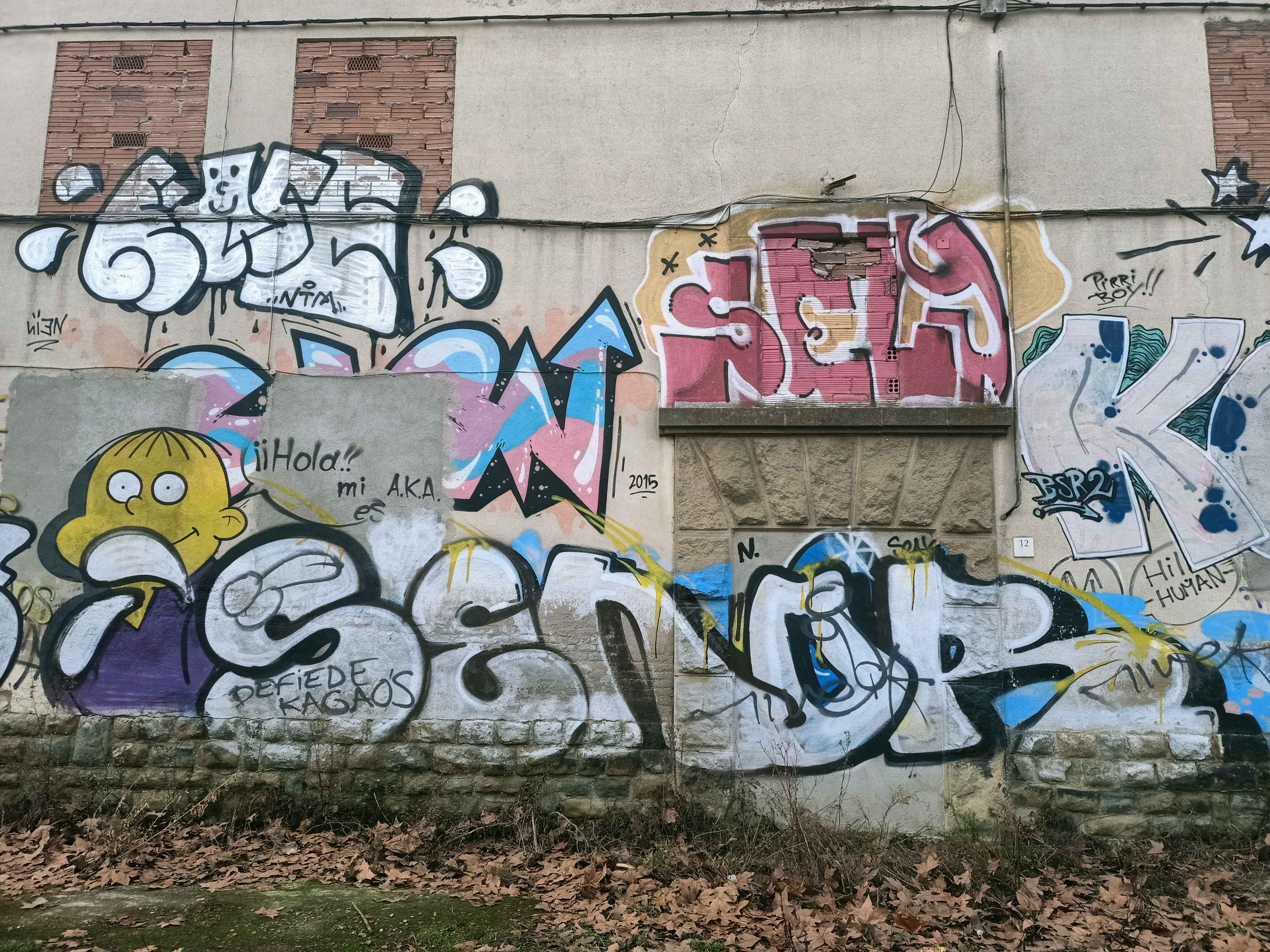
Ralph Wiggum em um grafite em Vic, Catalonia

- Ralph Wiggum em um grafite em Vic, CataloniaClancy Wiggum — é o chefe de polícia da cidade. Irresponsável, incompetente, preguiçoso, obeso e facilmente corruptível. Pai de Ralph Wiggum.
- Ralph Wiggum — é o filho do chefe Wiggum, é conhecido de Bart e colega de Lisa. Tem inteligência muito abaixo da média e é extremamente ingênuo e vive enfiando o dedo no nariz. Tem uma propensão a criar amigos imaginários, como um cãozinho e um leprechaun piromaníaco, como vistos no episódio "This Little Wiggy".
- Sarah Wiggum — é a mãe de Ralph, que parece uma versão feminina de seu marido.

### Skinner
- Seymour Skinner[14] — nascido Armin Tamzarian, é um ex-veterano militar que lutou na Guerra do Vietname/Vietnã. Esteve num campo de prisioneiros vietnamita, onde trabalhava como sapateiro. Hoje, ainda é militar, mas na reserva. É o diretor da Escola Elementar/Primária de Springfield. Tem um tórrido caso de amor platônico com a Prof. Edna Krabappel. Seu verdadeiro nome é Armin Tanzarian e é alérgico a amendoim.
- Agnes Skinner — é a velha mãe rigorosa e controladora de Seymour Skinner, têm 94 anos, mora com ele, regula toda sua vida, o trata como uma criança e adora insulta-ló (mas no fundo o ama de verdade).

### Burns
- Charles Montgomery Burns — com idade entre 80 e 120 anos, é o patrão de Homer, Lenny e Carl e proprietário da Usina Nuclear de Springfield. É um retrato completo dos típicos empresários cruéis: quer sempre ter mais do que pode ter; destrata e humilha quem vive abaixo dele; costuma valer-se de toda sorte de golpes baixos e sórdidos para obter o que deseja; é ambicioso, ganancioso e cheio de pretensões de grandeza; com o seu poder e influência, passa por cima das leis para desfavorecer seus defeitos; visa ser dono de tudo e de todos, e assim vai. Burns já é o homem mais rico, poderoso e influente de Springfield, mas para ele tudo isso não basta: ele sonha mais que tudo em obter também a imortalidade. Tem uma queda fatal por Marge Simpson.
- Larry Burns — é o suposto filho de Charles Burns e portanto herdeiro legal da Usina/Central Nuclear de Springfield. Esteve desaparecido por muitos anos até finalmente ter "renascido das cinzas". Ficou órfão ainda criança e saiu do orfanato aos 18 anos. Não se sabe muito sobre esse personagem, pois a única fonte é o episódio O Filho do Sr. Burns. Também apareceu ao fundo no cenário no episódio "Propriedade Indesejada" numa fila de seguro desemprego. Larry trabalhava em uma loja de recordações em New Hampshire, quando o comboio onde seguia Sr. Burns parou devido a um sofá na linha. Enquanto o comboio estava parado, Larry apressou-se a ir vender recordações aos passageiros. Quando chegou a última carruagem viu o seu pai e depois, quando o comboio partiu, perguntou ao motorista para onde ia o comboio. Assim, foi para Springfield. Pediu boleia a Homer quando ia a passar por ele, e Homer e Marge começaram a discutir por darem boleia a Larry. Quando já estavam em casa Homer usou a marcha ré e voltou ao sítio para dar-lhe boleia. Depois Homer deixou-o em frente à grande mansão de Sr. Burns. Ao chegar, Larry bate à porta e diz a Sr. Burns que é seu filho.
- Elizabeth Daphne Burns — é a mãe de Charles Montgomery Burns, tendo este com 35 anos; a velhota mais velha do mundo, nasceu em 1866 e, devido à idade, vive internada num Hospital, tendo apenas força de usar o telefone para discutir e ameaçar seu filho, Monty, como ela o chama. O pai de Burns teria sido um cliente de Elizabeth nos tempos em que ela fazia programas. Segundo o Sr. Burns, Elizabeth teve um caso com o vigésimo sétimo presidente dos Estados Unidos, William Howard Taft e que teve mais de 16 filhos. Esta personagem também é caracterizada por ter sido má e grosseira para com o seu filho Montgomery Burns como prova disso o episódio em que Waylon Smithers teria sido despedido da Central Nuclear e Homer Simpson ir tentar ajudá-lo nesse momento, recebeu um telefonema da mãe do Sr. Burns para lhe perguntar quando ele ia visitá-la no Lar Hospital.
- Clifford Burns — é o pai de Charles Montgomery Burns. Casou-se aos 19 anos com Elizabeth, com quem viveu por muitos anos até falecer.

### Smithers
- Waylon Smithers, Jr. — é o típico "empregado pessoal e bajulador" de Burns, sem o qual ele não poderia viver (e vice-versa). Realiza de tudo (até as tarefas mais básicas como preparar café, dar-lhe comida na boca, colocá-lo para dormir etc.) para agradar seu asqueroso chefe. Smithers é homossexual, e tem uma paixão pelo seu chefe, Burns, como mostrado em vários episódios.
- Wayland Smithers, Sr. — é o já finado pai de Waylon Smithers. Assim como o filho trabalhava para Burns, e num ato de coragem morre ao entrar no reator para tentar consertá-lo a fim de salvar a cidade e o próprio filho (episódio "The Blunder Years"). Wayland morre por envenenamento radioativo. Nesse episódio Homer é hipnotizado e acorda gritando, mais tarde descobre que era por ter descoberto o cadáver do pai do Smithers no lago de Springfield quando tinha 12 anos. Homer Simpson guarda o crânio de Wayland por motivos que só ele entende.

### Lovejoy
- Timothy Mark Lovejoy — é frequentemente referido como Reverendo Lovejoy,  o reverendo Pastor da "Primeira Igreja de Springfield", a igreja protestante da cidade de Springfield.
- Helen Lovejoy — é a mulher do Reverendo Lovejoy e maior fofoqueira de Springfield. Em "Wedding for Disaster" (20ª temporada) outro pastor revela que Helen já foi um homem chamado Harold (sendo verdade isso implica que Helen Lovejoy/Harold Schwartzbaum não é a verdadeira mãe de Jessica). Helen é vista fazendo fofocas com suas amigas Bernice e Luann. No episódio "Casa das Árvores do Horror XX", é revelado que Helen é madrinha de Lisa Simpson, mas isso não é caônico, ou seja, não se sabe se é verdade.
- Jessica Lovejoy — é a filha do Reverendo Lovejoy. Dissimulada e manipuladora, ela escondia sua verdadeira natureza rebelde de seus pais sob uma fachada de filha comportada e inocente. Jessica foi uma grande paixão de Bart, sendo tão encapetada quanto ele. Aparece pela 1ª vez no episódio "Bart's Girlfriend", desde então é vista apenas ao fundo.

### Krustofsky
- Hershel "Krusty" Krustofsky — de origem judaica, vive como palhaço para desgosto de seu pai. Seu nome verdadeiro é Hershel Krustofsky. Na frente das câmaras é um típico palhaço animador para crianças, mas nos bastidores possui uma temática mais "adulta" e despachada, com direito a materiais pornográficos, charutos, dirigir bêbado, traficar substâncias ilícitas etc. Em seus shows infantis utiliza-se de um macaco de estimação, que também serve para acobertar coisas indevidas que seu dono venha a cometer.
- Rabino Heyman Krustofsky — é o pai de Krusty e chefe das comunidades rabinas em Springfield. Ele trava constantes batalhas verbais com o Reverendo Lovejoy devido às divergências de ideologias religiosas entre judeus e cristãos. Odeia o fato de seu filho Hershel ser palhaço (já que ele considera os palhaços como aberrações ridículas da natureza). Ficou sem falar com o filho por anos até que Bart e Lisa conseguiram reunir os dois. Morre na 26ª temporada enquanto opinava sobre Krusty ser um palhaço.
- Sophie Krustofsky — é a filha de Krusty que aparece no 3º episódio da 12ª temporada ("Krusty é papai"). Possui um violino que fica esquecido no carro de Krusty e é apostado num jogo de poker, apenas é recuperado numa invasão à casa de Tony Gordo e é devolvido com dinheiro dentro.

### Frink
- Professor Jonathan "John" Frink, Jr. — é um engenhoso cientista ao estilo "cromo", ele é um genial e um talentoso inventor, embora um pouco socialmente inepto. Apesar disso e visto na bela companhia da Miss Wyoming, a quem dispensa friamente (episódio "Replaceable You").
- Sra. Frink — é a esposa (nome não revelado) do Prof°. John Frink. É mencionada pela primeira vez no episódio "Brother, Can You Spare Two Dimes?" e mostrada no episódio "Grampa vs. Sexual Inadequacy", quando o tônico criado pelo Vovô Simpson melhorou a vida sexual do casal Frink. Não foi mais vista desde então, presume-se que os dois estejam separados.
- Filho de Professor Frink — é o filho (nome não revelado) do Professor Frink e neto de Jonathan Frink Sr. Foi visto nos episódios "Brother, Can You Spare Two Dimes?" e em "I, D'oh-Bot", quando ele e seu pai batalham juntos na "Guerra de Robôs" contra o robô (na verdade o Homer disfarçado) de Bart.
- Jonathan "John" Nerdelbaum Frink, Sr. — é o pai de John Frink, morto por um tubarão enquanto testava uma nova fórmula de protetor solar a à base de sangue. Aparece na segunda parte do episódio Treehouse of Horror XIV como o "Frinkstein"; um cientista monstruoso que, ressuscitado pelo filho com partes de outros corpos, e se descontrola na busca melhorias para si mesmo assassinando várias pessoas em seu caminho.

### Spuckler
- Cletus Del Roy Spuckler — é um estereótipo de caipira pouco inteligente e com uma família numerosa (cerca de 50 filhos, dos quais ele é pai biológico de apenas 3), fruto de uma relação incestuosa com sua irmã Brandine. Quando Marge vendia pretzels ("The Twisted World of Marge Simpson", 8ª temporada), Cletus arranjou vale-pretzels suficiente para sua família inteira e isso colaborou para a falência do negócio dela.
- Brandine Spuckler — é esposa de Cletus. Ao longo da série são insinuados os mais diversos e desconcertantes graus de parentesco entre os dois, de irmãos (episódio "Alone Again, Natura-diddily") até mãe e filho (There's Something About Marrying) ou até mesmo filha e pai (Little Big Girl). Brandine e Cletus foram casados por Homer durante seu breve período como sacerdote ordenado.

- Crianças Spuckler — são os filhos de Cletus e Brandine.
  - Episódio "The Twisted World of Marge Simpson"
    - Brittany
    - Cassidy
    - Chloe
    - Cody
    - Dermot
    - Dylan
    - Heather
    - Hunter
    - Ian
    - Jordan
    - Katlin
    - Kendall
    - Kevin
    - Kira
    - Lauren
    - Max
    - Morgan
    - Noah
    - Phil
    - Q-Bert
    - Rumor
    - Sascha
    - Scout
    - Taylor
    - Tiffany
    - Wesley

  - Episódio "I'm Spelling as Fast as I Can"
    - Rubella Scabies

  - Episódio "Helter Shelter"
    - Gummy Sue

  - Episódio "Yokel Chords"
    - Jitney
    - Whitney
    - Crystal Meth
    - Dubya
    - Incesto
    - International Harvester
    - Birthday

  - Episódio "Apocalypse Cow"
    - Mary Wrestlemania
    - Esfaqueado na Cadeia
    - Casa
    - Bebê "Something New" Spuckler

  - Episódio "The Real Housewives of Fat Tony"
    - Joe Cabeça Normal

  - Episódio "500 Keys"
    - João Embrião
    - Carrinho
    - De Mão

  - Episódio "Moonshine River"
    - Mary Not-Quite-Right
    - Mary Zeke

  - Episódio "Love is a Many Splintered Thing"
    - Melvis

  - Episódio "Yellow Subterfuge"
    - Bebê Esfomeado

  - Episódio "As Verdadeiras Donas De Casa De Tony Gordo"
    - Joe Cabeça Normal

### Szyslak
- Moe Szyslak[15] — afirma ser holandês e em "Lisa Goes Gaga" (2012) se descreve como sendo meio armênio meio monstro. Sendo um pugilista já retirado dos círculos de luta e um aspirante a ator fracassado, vive hoje como dono do Moe's Tavern, o pub da cidade frequentado por Homer e seus amigos. Foi ele quem ficou com a fama de ter inventado a famosa bebida "Moe Flamejante" (na verdade, foi Homer que o ensinou a fazer). Moe é também feio, complexado e bastante irritadiço. Tem como passatempo o Clube de Armas e Atiradores de Springfield. Vez ou outra acaba perturbado pelos trotes telefônicos que Bart lhe passa. Como ele é depressivo, tenta se suicidar a cada ano, mas acaba sempre por não conseguir.
- Senhora Szyslak (Mamãe Moe) — mãe de Moe (nome desconhecido) que parece uma versão feminina do filho. Aparece num quadro no episódio "Treehouse of Horror XX".
- Joe — possível parente de Moe Szyslak, Joe é o dono do "Bar do Joe" em Shelbyville . Não se sabe muito sobre ele, exceto que sua aparência é semelhante ao Moe e que é dono de bar. Fez sua única aparição em "Lemon of Troy" (24º episódio da 6ª temporada).
- Pequeno Moe Szyslak — é estudante da Escola Primária de Springfield onde é conhecido pelos outros alunos apenas como "Pequeno Moe Szyslak", denominação que ele detesta. Sua aparência sugere uma relação (não comprovada) de parentesco com Moe Szyslak. Aparece praguejando no episódio "The Monkey Suit" e é brevemente visto em "Treehouse of Horror V".
- Ieti — o também chamado de Abominável Homem das Neves do Himalaia seria o verdadeiro "pai" de Moe Szyslak segundo a história contada por um "trapo de bar" em "Moe Goes from Rags to Riches" (12º episódio da 23ª temporada). Embora pareça não fazer sentido (Moe disse certa vez que seu pai trabalhava num circo como aleijão) isso explicaria a afirmação que Moe Szyslak seria "meio monstro" (em Lisa Goes Gaga).

### Gumble
- Barnard "Barney" Gumble — é o cliente mais fiel do bar do Moe. Possui expressões faciais "vazias" e não tem muita perspectiva para sua vida. Vive desempregado e esbanja o pouco dinheiro que lhe sobra com cerveja. Volta e meia está bêbado e sempre solta arrotos supersônicos após cada bebedeira. Quando não tem como ir para casa dorme no bar do Moe. Já foi rival de Homer como removedor de neve e quando está sóbrio, pilota helicópteros.
- Al Gumble — é o tio de Barney e proprietário do Barney's Bowl-a-Rama, o clube de boliche da cidade. Veterano militar com seus quase 90 anos, Alfred ocasionalmente recebe ajuda de Barney no trabalho de administração do clube - se é que pode-se dizer que Barney trabalha.
- Mrs. Gumble (nome desconhecido) — é a mãe de Barney que aparece no episódio Na Onda do Mar da 9ª temporada em que Homer, Moe, Apu e Barney se alistam na marinha. É uma versão feminina do filho e trabalha na Marinha. Atualmente, já está morta.
- Arnie Gumble é o Recruta de 5ª Classe Arnold Huckleberry Wilford "Arnie" Gumble, Jr é o falecido pai de Barney Gumble. Era membro dos "Infernais Peixes Voadores", unidade do exército na Segunda Guerra Mundial comandada pelo Vovô Simpson. Apareceu no episódio "Raging Abe Simpson and His Grumbling Grandson in "The Curse of the Flying Hellfish".

### Terwilliger
- Robert "Sideshow Bob" Underdonk Terwilliger Jr. ("Apresentador Bob" na tradução livre) — é um autodeclarado "o inimigo número 1 de Bart Simpson", Apresentador Bob quer eternamente vingança contra o mesmo por desmascarar seus planos obscuros: incriminou falsamente o palhaço Krusty num assalto à loja Kwik E' Mart de Apu; elegeu-se prefeito/presidente da Câmara Municipal de Springfield por um esquema de fraude de votos onde pessoas mortas constavam como seus eleitores; casou-se com Selma Bouvier para depois tentar assassiná-la em plena lua-de-mel; fez lavagem cerebral em Bart para que este assassinasse Krusty; roubou uma bomba nuclear e ameaçou explodir Springfield caso as transmissões de TV da cidade não fossem interrompidas para sempre, entre outros. É tido como o mais odiado e perigoso bandido de Springfield. Além de Bart tem outro grande desafeto: o palhaço Krusty, que sempre o tratava como "a estúpida peça descartável" de seu show infantil (talvez seja essa a origem de seu lado diabólico). Bob tem pés enormes e uma cabeleira que parece folhagem de palmeira.
- Cecil Onderdonk Terwilliger — é o irmão mais novo de Sideshow Bob, tão cruel e sem escrúpulos quanto ele. Diferente de seu frenético e sanguinário irmão, Cecil é mais calmo, sofisticado e refinado, mas não menos pérfido, a um bom estilo Hannibal Lecter. Ele viveu como assassino de aluguel por muitos anos até finalmente ser preso. Ele e seu irmão Bob "moram" juntos numa luxuosa cela da Penitenciária de Segurança Máxima de Springfield.
- Dr. Robert Terwilliger Sr. — é o pai de Sideshow Bob e Cecil, que conspirou com sua família para se vingar dos Simpsons. Alegou no tribunal que seu filho, Sideshow Bob, enlouqueceu por causa de Bart, e que também sofria de uma doença cardíaca rara. Sua parte no plano, como médico, era encenar a falsa morte de Sideshow Bob.
- Judith Terwilliger — é a esposa de Robert Terwilliger e mãe de Sideshow Bob e Cecil. Atriz Shakespeariana que participou, com o resto da família, de um complexo plano para eliminar Bart Simpson, fingindo ser juíza. Como seu marido, Judith aparece uma única vez no episódio Funeral for a Fiend.
- Francesca Terwilliger — é a esposa italiana de Sideshow Bob. No início, ela nada sabia das múltiplas tentativas de assassinato de seu marido. Depois, não só o perdoou como ela, seu filho Gino e o resto da família Terwilliger, ajudaram Bob na tentativa de assassinar a família Simpson. Apareceu pela primeira vez em The Italian Bob.
- Gino Terwilliger — é o filho de 2 anos de Sideshow Bob e Francesca Terwilliger. Ele parece uma versão menor do pai (inclusive com mesmo tipo de cabelo "palmeira"), mas tem sotaque italiano. Também compartilha o mesmo ódio do seu pai em relação a Bart Simpson. Apesar da pouca idade, Gino foi jogado na mesma cela de prisão com o resto da família Terwilliger.

## Funcionários e relacionados à Escola Primária de Springfield

### Professores
- Edna Krabappel — professora da 4ª série da Escola Elementar de Springfield. É professora contratada e não concursada como se pensa. Leciona a classe de Bart e teve um namoro conturbado com o Diretor Skinner. Costuma fumar onde não deve e leva uma vida que por vezes não condiz muito com seu cargo educacional. No último episódio da 22ª temporada, bateu em Bart e foi temporariamente demitida. Casou com Ned Flanders na 23ª temporada. É professora há 15 anos. Devido ao falecimento de sua dubladora, Edna morreu de causas desconhecidas.
- Audrey McConnell — professora da 3ª série da Escola Elementar de Springfield. Tem a personalidade estranhamente otimista, não tem a mínima simpatia por quem chora. Fala mal de Edna Krabappel e Elizabeth Hoover. Aparece no terceiro episódio da 14ª temporada.
- Elizabeth Hoover — professora da 2ª série da Escola Elementar de Springfield. Leciona a sala de Lisa e Ralph. Essa sim é concursada, assim é motivo de orgulho para a escola. Mas sua conduta é em partes similar a Edna Krabappel, pois ela também fuma em plena sala de aula e dá muitas broncas em seus alunos.
- Dewey Largo — professor de música da escola, é como um exemplo para Lisa. Adora músicas clássicas e pode tocar com qualquer instrumento musical que tenha a mão. Seu porte clássico lembra Mozart, Chopin, Dostoievski e Beethoven, e sua música predileta é "Stars and Strips" (provavelmente a única que sabe de cor). Posteriormente revela-se que ele é gay.
- Melissa Albright — é a professora da escola dominical da igreja do Reverendo Lovejoy.

### Funcionários
- Otto Mann — é o motorista de ônibus/autocarro contratado - mas não qualificado - pela Escola Elementar de Springfield. Sempre dirigindo com fones de ouvido (o que é proibido por lei) este cara é uma completa negação em termos de seriedade e competência para com o trabalho. Vive sendo reprovado em qualquer exame de direção. Apreciador de rock e heavy-metal, também aparenta ser um drogado.
- Zelador Willie — é o zelador e jardineiro da Escola Elementar/Primária de Springfield. É um escocês com forte sotaque, estereotipado, raivoso, rústico e rabugento que apesar da aparência tem um abdômen definido e namora uma bela manequim de biquinis na Suécia chamada Inga.
- J. Loren Pryor — é o psiquiatra da escola.
- Lunchlady Doris — é a cozinheira fumante da escola. Em um episódio foi revelado que ela é vegetariana, apesar de já ser vista preparando e comendo carne na cantina, já em outro episódio é revelado que ela é suspeita de ter assassinado o marido com uma torta envenenada. Desde a morte da atriz que fazia a sua voz, esta personagem deixou de falar.

### Estudantes
- Nelson Muntz — delinquente menor de idade já um ex-membro de uma gangue de arruaceiros juvenis (ele, Jimbo Jones, Dolph Starbeam e Kearney Zzyzwicz) é sobrinho de Snake Jailbird. Foi abandonado pelo pai (vagabundo e viciado em drogas), vive com sua mãe (prostituta, alcoólatra e relapsa) e seu passatempo favorito é espancar Bart Simpson e outros meninos menores e mais fracos. Caracteriza-se pela risada "Ha-Ha!", que debocha e humilha quem o ouve, no decorrer da série Nelson deixou seu quarteto marginal e se tornou um menor delinquente independente de gangues, sendo assim a sua antiga gangue de marginais passou a ser formada por um trio integrado por Jimbo, Dolph e Kearney como mostra na maior parte dos episódios. Atualmente é bastante amigo de Bart e Milhouse.
- Sherri e Terri — meninas gêmeas da turma de Bart que adoram infernizar a vida de Lisa mas às vezes são vistas brincando com a Simpson. Tem uma irmã também gêmea que busca vingança.
- Martin Prince — aluno mais inteligente e aplicado da turma de Bart, também bajulador e dedo-duro.
- Wendell Borton — colega de classe de Bart e Lisa, sofre de bulimia e anemia, pela primeira vive vomitando sem parar e tem uma pele muito mais branca que outros personagens.
- Uter Slaurten — aluno alemão de intercâmbio da Escola Elementar de Springfield.
- Janey Hagstrom — é uma das poucas amigas que Lisa tem e está no segundo ano e é aluna da professora Elizabeth Hoover. Aparece em muito episódios, mas raramente fala. É possível que tenha atração por Milhouse.
- Lewis — é um estudante na Escola Primária de Springfield. É um dos amigos de Bart, é uns dos poucos estudantes afro-americanos da escola. Seu melhor amigo éRichard.
- Richard — melhor amigo de Lewis. E é sempre visto ao lado dele junto de Bart e Milhouse. Assim como Lewis, Janey, Nina e Wendell, aparece em muitos episódios, mas raramente fala.
- Donny — é um órgão de Shelbyville, apareceu em "O Delador" como um rival de Bart, mas quando ele assume a autoria de uma pegadinha de Bart (salvando este de ser castigado), eles ficam amigos. Logo é revelado que ele trabalha para o diretor Skinner para dizer a ele os planos de Bart. No final, quando Chalmes, Skinner e Willy pegam Bart e Nelson foge; Donny sente-se culpado por enganar a única pessoa que se importou realmente com ele e salva Bart. No fim, Donny revela que vai embora e ele e Bart continuam amigos, e prometem um dia se verem de novo.
- Bashir Bin Laden — muçulmano que se torna amigo de Bart, logo que aparece. Apesar da primeira aparição dele agradar a Homer, ele passa acreditar que a família de Bashir planeja um ataque terrorista, o que não é verdade. No final tudo acaba se resolvendo. Estuda na quarta série.
- Nina Skalka — menina de cabelo loiros e tranças, estuda com Bart e raramente fala, mesmo aparecendo bastante.
- Alex Withney — outra das poucas amigas de Lisa. Veste-se como uma patricinha e adora mimos exagerados.
- Data Base — um dos alunos mais inteligentes da escola. Aparece muito pouco nos episódios.
- Allison Taylor — uma aluna novata (voz original de Winona Ryder) na escola de Springfiel. Aparece em "Lisa`s Rival" como uma aluna brilhante que, inicialmente, provoca ciúmes em Lisa (embora no final ela fique amiga de Lisa e Ralph). Depois desse episódio Allison só é vista em grupo, em cenas de fundo.
- Michael D'Amico — é o filho único do mafioso Tony Gordo, mas que não quer entrar nos negócios da família. Sherri e Terri o descrevem como, "aquele garoto estranho que nunca fala nada". Ele tem uma paixão por cozinhar e é um grande chef. É vista pela primeira vez em "The Mook, the Chef, the Wife and Her Homer", mas já havia sido mencionado antes por Tony Gordo em "Moe Baby Blues".
- Corky James "Jimbo" Jones — era o segundo do antigo quarteto de delinquentes menores de idade, tornando-se, com a saída de Nelson, atualmente um trio marginal formado apenas por ele, Dolph e Kearney. Veste camisa preta com estampa de caveira (parecida com a do Justiceiro), gorro de lã, calças caqui e tênis da marca All Star.
- Dolph Starbeam — o terceiro do antigo quarteto de Nelson e atual integrante do trio que se formou com a retirada deste da gangue passando a ser composto apenas por ele, Jimbo e Kearney. Tem cabelos bem compridos, roupas de skate sem proteções e enormes dentes saltando fora da boca,é neto do Judeu idoso Asa Phelps que vive no Castelo dos Aposentados de Springfield e frequenta aulas de hebraico.
- Kearney Zzyzwicz — o mais violento do antigo quarteto marginal de Nelson desde a saída desse um trio formado por ele,Jimbo e Dolph. Com seu aspecto skinhead, roupas rebeldes e jeito grosseiro de falar. "Estuda" com Nelson, Jimbo, Dolph, Milhouse e Bart (para infelicidade dos dois últimos) na Escola Elementar de Springfield. Tem um filho que é praticamente a versão menor dele, que aparece apenas uma vez mas que em outro episódio e seu irmão caçula cujo nome é Keusleyembora refira-o mais como sendo apenas o seu filho.
- Samantha Stanky — é uma novata na Escola Elementar de Springfield, para qual foi transferida no episódio "Bart's Friend Falls in Love". Ela se apaixona por Milhouse, mas Bart (temendo perder o melhor amigo) faz com que o pai a mande para uma escola religiosa administrada por freiras franco-canadenses.
- Francine Rhenquist — aluna nova que passou a perseguir e surrar Lisa quando esta tentou fazer amizade com ela. Então, curiosa quanto as motivações dela e de outros valentões Lisa inicia um experimento científico que resultou na revelação que os feromônios que os nerds emitem estimulava o bullying. Apresentado os resultados em um encontro científico, o experimento (isto é, Francine) escapou da jaula onde estava enclausurada e passou a bater em todos os cientistas da plateia, ao final do episódio "Bye Bye Nerdie".
- Nikki McKenna — garota que tem por Bart sentimentos contraditórios: às vezes flerta e em outros sente repulsa por ele. Ao ser questionada, Nikki diz a Bart apenas que, "você tem que aprender algumas coisas sobre as mulheres, e eu nunca vou te contar o que elas são". Aparece em "Stealing First Base".

## Funcionários e cidadãos influentes

### Políticos
- Joseph "Joe" Quimby — o prefeito de Springfield. Fora o fato de ser imbecil, oportunista, corrupto e incompetente, características mais atribuídas a políticos como George W. Bush, ele também faz uma provável alusão a outros políticos, como ao ex-presidente Bill Clinton, pois ele adora participar de orgias com diversas mulheres, viajar, participar de cassinos e jogar um ou outro jogo de azar - geralmente faz tudo isso gastando dinheiro dos cofres públicos. Seu nome completo é Joseph Fitzpatrick Fitzgerald Fitzhenry Quimby e seu apelido em rodas de cassino é "Diamond Joe Quimby", em alguns episódios mostram ele bêbado ou transando com a miss Springfield.
- Rich Texan (Texano Rico) — é um membro do alto Senado de Springfield. Um típico natural do Texas, com direito a chapéu de vaqueiro, estrela falsa de xerife e pistolas gêmeas com que costuma atirar a torto e direito. Normalmente é desbocado, canalha e sem-vergonha. Como seu nome indica, ele é um homem rico que usa chapéu de cowboy e veio do Texas, mas nasceu em Bridgeport, Connecticut. Trabalha com petróleo (foi assim que enriqueceu) e é um membro do Partido Republicano de Springfield. Em sua primeira aparição, no episódio $pringfield, Homer refere-se a ele como "senador". A marca registrada do Texano Rico é seu mau hábito de sacar dois revólveres e atirar para o ar gritando "Yeee Haaa!!!". Também gosta de passear pela praia a noite e sofre de pogonofobia (medo de homens com barba).
- Conde Drácula — é um vampiro da Transilvânia. É membro do Partido Republicano Springfield.

### Policiais
- Eddie — é um dos dois policiais que ajudam o Chefe Wiggum em quase todas as missões. É menos inteligente que o Lou, mas não é tão idiota quanto Wiggum. Às vezes é criticado por seu chefe por fazer comentários que revelam a sua estupidez. É visto com Lou no Bar do Moe para obter bebidas. Além disso, ele já deu a Bart um passeio no carro da polícia e tentou resolver um caso ajuda dele (em "Separate Vocations"). Lou foi promovido a posição de Lou e perguntou a Wiggum quem assumiria seu lugar, e este respondeu com um simples "ninguém" (em "Pranksta Rap"). Também ficou preso com Wiggum e Lou à noite em um cemitério (em "The Girl Who Slept Too Little"). Eddie adora ser um policial, porque o faz sentir que está "fazendo a diferença" (episódio "Separate Vocations"). Eddie é praticamente calvo, com poucos fios de cabelo na cabeça. No futuro mostrado no episódio "Future-Drama" Lou aparece, jundo com Lou e Wiggum, como um policial robô.
- Lou — é de longe o oficial mais inteligente e competente da Polícia de Springfield (o que na prática não quer dizer muita coisa). Está sob o comando do Chefe Clancy Wiggum, e muitas vezes leva tempo para apontar os erros de Wiggum (muitas vezes enquanto um crime ou a perseguição de um criminoso já está em andamento).
- Clancy Wiggum — chefia o Departamento de Polícia de Springfield. É corrupto, estúpido e incompetente.

### Criminosos e delinquentes
- Anthony "Tony Gordo" D'Amico — chefão da crime organizado em Springfield. Vivia corrompendo autoridades locais para levar adiante suas atividades escusas. Ítalo-americano com pose de Marlon Brando ao melhor estilo "O Poderoso Chefão". Seu nome real era Anthony "Fat Tony" D'Amico e morreu no episódio "Donnie Tonel" (provavelmente de ataque cardíaco) nos braços de Homer Simpson, quando este relutantemente trabalhava como agente infiltrado do FBI. Após sua morte os negócios ilícitos forma herdados por seu primo, Tony Sarado, que para lidar com a pressão passou a comer compulsivamente, sendo então chamado de "Tony Sarado Gordo" e depois apenas de Tony Gordo para abreviar.
- Louie, Joey e outros Mafiosos — outros membros que compõe a Máfia de Springfield liderada por Tony Gordo.
- Snake Jailbird — Mais conhecido como "Cobra". Outro criminoso local que vive sendo preso ou metido em algum delito pela cidade. Geralmente é visto assaltando o Kwik-E-Mart de Apu. A alcunha de Snake vem da enorme cobra verde tatuada em seu braço direito. Este personagem é uma alusão ao anti-herói urbano Snake Plissken, vivido por Kurt Russel. No episódio História Quase Sem Fim (da 17ª temporada) é revelado que antes de se tornar bandido, Snake era um arqueólogo, estilo Indiana Jones. Mas ao chegar no Bar do Moe uma certa noite, com um saco cheio de moedas de ouro, perguntando onde ficava o Museu de História, foi ludibriado por este, que depois roubou suas moedas. Snake, enfurecido, jurou se vingar na sociedade, roubando lojas de conveniência. Snake tem um filho de 8 anos chamado Jeremy, que é idêntico ao pai.
- Herman Larsons — ex-guerrilheiro. Neurótico de guerra, costuma dizer que perdeu o braço direito na Guerra do Golfo, mas na verdade isso aconteceu porque ele irresponsavelmente colocou o braço para fora do ônibus para fazer alguma idiotice há 10 anos. É um velho colega militar de Abraham Simpson e atualmente vive de negócio clandestino de armas e explosivos.
- William "Crazed" Grimes — o único filho do já falecido Frank Grimes. Sedento de sangue, quer a todo custo assassinar Homer e vingar seu pai, cuja pessoa ele acredita ter morrido por culpa da mesma. William vive hoje na Penitenciária de Segurança Máxima de Springfield, onde estão - ou deveriam estar - os irmãos Terwilliger, Tony Gordo, Snake Jailbird e outros criminosos locais.
- Lucille Botzkowski (Senhorita Botz) — ladra que usava o disfarce de babysitter para assaltar casas. Reconhecida por Bart em um programa de televisão é capturada por ele com ajuda de Lisa. Posteriormente é solta por Homer, que sem saber, a paga por seus serviços e babá e ainda a deixa fugir com os produtos dos roubos.
- Gina Vendetil — delinquente menor de idade, que Bart conheceu na ocasião em que foi condenado ao Reformatório Juvenil de Springfield. Uma menina de personalidade áspera e cheia de marra, chegou a amar Bart ao mesmo tempo em que o ameaçava e até agredia.
- Ugolin e César — Dois marginais franceses que usaram o programa de intercâmbio de estudantes para levar Bart até a França onde o obrigaram a trabalhar com escravo na vinícola que ambos gerenciavam, no episódio "The Crepes of Wrath".
- Jack Crowley — É um criminoso que foi preso na Prisão estadual de Waterville por disparar no Apu. Marge descobre mais tarde que ele foi preso pelo menos uma outra vez por um incidente envolvendo um jovem casal e um trator. Ele participou do rodeio da prisão onde Homer machucou as costas. Crowley é visto por Marge como um artista talentoso e conturbado, mas boa pessoa. Marge confia nele incondicionalmente no começo, mas depois vê que ele é má pessoa, quando queima o mural da escola e o carro de Skinner.

### Apresentadores, figuras de TV e mídia
- Kent Brockman — aparentemente o único repórter de TV de Springfield. Possui sarcasmo e humor negro contagiante.
- Marty e Bill — repórteres da rádio KBBL de Springfield.
- Arny Pie — Repórter do helicóptero do Canal 6 que trabalha com Kent Brockman. Ele odeia Kent Brockman e sempre o critica ao vivo.
- Troy McClure — repulsivo ator e apresentador de televisão de Springfield, dono de uma personalidade irônica e recheada de segundas intenções por trás das suas falas aparentemente inofensivas. Troy é frequentemente visto na TV a enganar e a passar a perna em quem participa de seus shows medíocres. Ridicularizado por alguns e odiado por outros, chegou a ter um caso com Selma Bouvier. Ele representa o estereótipo de atores incompetentes de segunda categoria que, devido a repercussões negativas decorrentes de hábitos e condutas duvidosas em sua vida pessoal - dentre as quais conta-se que ele era um ator consagrado há tempos mas em sua peculiar vida amorosa ele "dormia com os peixes" -, perde credibilidade de tal maneira que acaba esquecido pela mídia e pelo público em geral - por esta razão inicia cada um de seus programas com sua frase "Olá, eu sou Troy McClure, devem lembrar-se de mim em filmes como...".
- Jay Sherman — crítico de TV e cinema que aparece no episódio The Critic. Notável por suas críticas nada construtivas e seus arrotos ainda mais audíveis que os de Homer e Barney.
- Rainer Wolfcastle (McBain) — cópia de Arnold Schwarzenegger, é o herói dos filmes de acção.
- Sideshow Mel pelo nome por (Melvin Van Horne) — atual ajudante do palhaço Krusty, tem o aspecto de um neandertal devido ao osso amarrado em seu cabelo verde. É também a "peça descartável" dos shows de Krusty.
- Duffman — uma espécie de super-herói propaganda da cerveja Duff. É conhecido pelo seu famosíssimo bordão "O Duffman nunca morre, apenas os atores que o interpretam!". É baseado num ex-mascote da Budweiser e lembra o célebre protagonista da série de jogos de tiro em primeira pessoa Duke Nukem.
- Abelhão (Bumblebee Man) — ator mexicano que vive de animação de TV barata com inteligência diminuta e sempre vestindo sua fantasia de abelha humanoide. Tem como únicas companhias de vida sua ex-esposa e seu cãozinho chihuaua. É uma paródia do mexicano Chapolin Colorado.
- Roger Meyers Sr. — fundador (já morto) das Itchy and Scratchy Productions (paródia ao estúdio Felix the Cat Productions), quem faz Itchy and Scratchy. Só foi referido uma vez. É dito que era mau e ganancioso, como Montgomery Burns. Foi quem enganou Chester J. Lampwick.
- Roger Meyers Jr. — presidente das Itchy and Scratchy Productions (paródia ao estúdio Felix the Cat Productions). É filho de Roger Meyers Sr. Ao contrário do seu pai, é generoso.
- Alaska Nebraska — Aparece no episódio "Waverly Hills 9021-D’oh" e é uma sátira a Hannah Montana. No episódio original, foi dublada por Elliot Page.
- Opal — é uma apresentadora de talk show inspirada em Oprah Winfrey. Aparece pela primeira vez em "Ice Cream of Margie" onde seu segmento com mulheres bem-sucedidas deprime Marge, que sente a vida de dona de casa a deixou sem qualquer propósito.
- Xoxchitla — é uma atriz brasileira que é a principal apresentadora do programa de televisão infantil chamado Teleboobies, que é uma paródia do famoso programa brasileiro, Xou da Xuxa. Apareceu pela primeira vez no episódio "Marge Be Not Proud" (1995). Também apareceu em "Blame It on Lisa" (2002). Bart aparece assistindo ao seu programa em "You Don't Have to Live Like a Referee" (2014).
- Boobarella — Booberella é uma mulher de peito grande. É uma vampira de aparência e uma personalidade da TV local em Springfield. Ela apresenta uma maratona de filmes de terror e constantemente diz á audiência para olhar seus peitos (Booberella - traduzindo: "Peitorella". É uma paródia de Elvira a Rainha das Trevas.

## Outras personagens

### Regulares
- Carl Carlson — amigo afro-americano de Homer e como ele frequentador do bar do Moe. Ele, Lenny e Homer trabalham juntos na Usina Nuclear de Springfield, sob as ordens (e humilhações) do Sr. C. M. Burns. No episódio "The Saga of Carl" é revelado que Carl tem pais adotivos vivendo na Islândia.
- Lenny Leonard — outro dos amigos de Homer do bar do Moe. É o melhor amigo Carl (às vezes é insinuado que são mais que isso). Na dublagem brasileira fala com sotaque nordestino caprichado. Em "Homer the Great" é mostrado que Lenny é o número 12 na Ordem Secreta dos Lapidários (portanto o superior hierárquico em relação ao Sr. Burns).
- Comic Book Guy (Cara dos Quadrinhos) — seu nome verdadeiro é Jeff Albertson, mas como indica o apelido pelo qual todos o conhecem, ele é o dono de uma loja de revistas em quadrinhos (o Calabouço do Andróide). Albertson é caracterizado como um nerd morbidamente gordo, barba por fazer, preguiçoso, sarcástico e desleixado. Apesar da vida solitária, ele já se envolveu com Edna Krabappel, ex-namorada do Seymour Skinner, além da própria mãe deste, Agnes Skinner. Em "Married to the Blob" o Cara dos Quadrinhos se casa com Kumiko, uma artista japonesa de mangás.
- Kang e Kodos — são os irmãos alienígenas verdes, com aparições constantes nos episódios de Halloween.
- Disco Stu — é um dançarino das épocas de ouro das discotecas dos anos 1970 (inclusive, ele vive como se o mundo estivesse parado em tal época). Caracteriza-se com figurino típico da época, com direito a roupas a la John Travolta com calças boca-de-sino, medalhão forjado a ouro, penteado "Black Power" e sapatos salto-de-plataforma. Refere-se a si mesmo sempre na terceira pessoa (tal como Gil) e em suas falas dá uma ênfase exagerada ao nome "Stu". É dono da discoteca "Stu's Disco".
- Capitão Horatio McCallister — é o marinheiro mais conhecido da cidade de Springfield, suas histórias de grandes navegações nunca passaram de histórias de pescador.
- Eleanor Abernathy Flanders — conhecida como a senhora louca dos gatos (com a voz de Tress MacNeille), é uma mulher que tem a aparência e o comportamento de uma pessoa mentalmente doente e a tia de Ned Flanders. É uma acumuladora, sua casa é preenchida por objetos sem utilidade. Em um episódio da série, Marge Simpson tenta ajudá-la limpando sua casa, Eleanor deixou de ser louca e passou a se arrumar, mas Marge acabou se transformando em uma acumuladora, então Lisa e Bart chamaram Homer (que estava trabalhando como humorista na época) e Eleonor para ajudá-la, mas quando Eleonor viu todos aquele objetos e voltou a ser louca e deu um grito que chamou todos os gatos da cidade para perto dela novamente. É cercada sempre (e desgosta, às vezes) por um grande número de gatos. Na maioria das vezes, grita o jargão ou joga gatos em transeuntes, com pouco provocação em um ou outro caso.
- Hans Moleman — homem de 35 que aparenta 89 por seu passado alcoólico, por causa de sua aparência de velho mora com Abe Simpson no Castelo de Reformados de Springfield. Ele tem raciocínio lento, é gagá, míope e sofre de diversas doenças, a maioria intratáveis. É uma personagem muito peculiar pois em vários episódios, morre e torna a aparecer.
- Asa Phelps — é um veterano judeu da 2ª Guerra que mora no Castelo dos Aposentados de Springfield e vive com Abe e com Jasper. Possui uma coleção de revistas de mulheres nuas. Ele odeia quando suas pílulas são chutadas e já ficou famoso dançando sem as calças. É visto em quase todos os episódios e já trabalhou num mercado desconhecido em "A casa da árvore dos horrores VI"(morto no epsodio dos "Peixes Infernais").
- Jasper Beardley — também um velho morador do Centro de Reformados de Springfield com Abe Simpson e Hans Moleman. Assim como Abe, lutou em nome dos Estados Unidos nas Guerras Mundiais. Tem uma perna artificial e uma longa barba, que muitas vezes é a raiz de diversas encrencas.
- Jeremy Peterson (Squeaky Voiced Teen) — garoto das espinhas. Aparece trabalhando praticamente em todos os lugares Springfield. É filho da merendeira e enfermeira escola primária de Springfield Lunchlady Doris.
- Luigi Risotto — dono do restaurante italiano onde Tony Gordo e seus homens se reúnem para planejar seus crimes. Incrivelmente, Luigi nunca toma conhecimento das podridões que acontecem em seu estabelecimento (talvez ele seja conivente, embora a série nunca tenha evidenciado algo do tipo).
- Dr. Nick Riviera — o péssimo médico, que não entende nada da profissão e só tem clientela porque cobra mais barato. Não suporta o Dr. Julius Hibbert.
- Super-intendente Gary Chalmers — Gary Chalmers era o director da escola antes de Seymour Skinner, hoje é o superintendente escolar e educacional de Springfield. Está frequentemente a repreender Skinner. Sempre que ele está para dar parabéns a Skinner por algo bem feito, aprontam com ele, que se enraivece e torna a repreender Skinner, e em um episódio é revelado que ele pode ser pai da aluna Shawna.
- Lionel Hutz — advogado da família Simpson. Sempre sem trabalho, vive catando lixo e como não entende bem da profissão, não ganha uma causa por mérito próprio. Já tentou mudar sua identidade para Miguel Sanchez para assim poder viver clandestino no Haiti.

### Recorrentes
- Gil Gunderson — é o cidadão mais fracassado de Springfield. Ele sempre referia a si próprio na terceira pessoa. Teve vários empregos, mas nunca dá sorte nos negócios ou sofre um destino infeliz. Por exemplo, ele foi baleado em seu primeiro dia como guarda de segurança de banco.
- Advogado de cabelo azul (Blue Haired Lawyer) — o advogado do Sr. Burns e da Usina Nuclear, também conhecido como "O Advogado do Cabelo Azul", ao contrário de Lionel Hutz é um profissional (embora não necessariamente ético) competente. Mas por outro lado é uma pessoa muito antipática e não possui um bom senso de humor e assim sendo uma pessoa não muito descontraída, pois poucas vezes ri ou sorri e isso apesar de ser o advogado mais bem sucedido de Springfield, pois seus clientes são os cidadãos mais ricos da cidade além do Sr.Burns. Também estudou com Homer e Barney no colégio.
- Kumiko Nakamura Albertson — é a namorada japonesa do Cara dos Quadrinhos, também é escritora de Mangás.
- Declan Desmond — é um produtor de filmes excêntrico britânico. Apareceu primeiramente no episódio "Eu quero ver o céu" da 14ª temporada, onde ele fez um filme sobre o Krusty Burger. Ele volta no episódio "O Gordo e o Garotinho", onde ajudou Bart a vender suas camisas e depois o traiu vendendo os direitos das camisas, mas desiste graças às ameaças de Homer. Voltou no episódio "Crescendo com Springfield", onde registrou momentos de habitantes de Springfield.
- Sam e Larry — dupla de frequentadores da Taverna do Moe, eles nunca são vistos falando nada, como se fossem meros figurantes.
- Gerald Samson — é um bebê de uma só sobrancelha ou monocelha. É o inimigo número 1 da Maggie Simpson.
- Drederick Tatum — uma sátira de Mike Tyson. Campeão peso-pesado de pugilismo, já chegou a enfrentar Homer Simpson no episódio "Homer Saco de Pancadas". É um orgulho para a cidade de Springfield.
- Bolorota da Capital — é o mascote do time/equipa de baseball da capital, no caso os Isótopos de Springfield.
- Lurleen Lumpkin — trabalha como garçonete e cantora country. Homer foi seu empresário artístico durante uma turnê nacional.
- Ruth Powers — antiga vizinha dos Simpsons, possui uma espécie de dupla personalidade: durante o dia é uma pacata dona-de-casa cordata e sensível, mas quando o sol se põe aciona seu lado radical e rebelde em que fuma, veste roupas agressivas, frequenta boates e casas noturnas e até dirige perigosamente na madrugada. Foi a primeira a tocar o "lado escondido" da prendada Marge (na ocasião em que as duas deram uma "escapada" para se divertir na noite) no episódio "As escapadas de Marge".
- Rachel Jordan — é a vocalista de Kovenant, uma banda de rock Cristão fictícia. Aparece pela primeira vez em "Sozinho outra vez", quando fica amiga de Ned Flanders depois que Maude Flanders morreu. Aparece no final do episódio cantando a música "He's the Man", após o organista da igreja tirou umas merecidas férias. A canção foi apresentada em Testify The Simpsons. Ela volta em Eu vou à Rezalândia. Fica na casa de Ned, e foge após Ned tentar fazer com que ela se pareça com sua falecida esposa Maude. No final do episódio, ela retorna e tem um encontro com a Flanders. Não fez outra aparição desde então.
- Akira — é o sushiman do restaurante japonês em que Homer comeu um peixe venenoso e ficou à beira da morte. Homer vai habitualmente a tal restaurante para se entupir de frutos do mar.
- Artie Ziff — primeiro pretendente da Marge, estudou no mesmo colégio de Marge e Homer. Muito rico actualmente, trocaria tudo que tem por uma noite com Marge. Aparece em um episódio da décima quinta temporada, em que fica escondido no sótão dos Simpsons mas é achado pelos Simpsons mas é achado e aposta as ações da empresa Ziff com Homer que ganha o mesmo e é preso na hora por estragar com a economia americana.
- Gary, Doug e Benjamin — três jovens nerds que estudaram com Homer na Universidade de Springfield no episódio "Homer Goes to College".
- Ginger Flanders — é a ex-esposa de Ned Flanders, com quem ele se casou após de se embriagar durante uma viagem de férias a Las Vegas com Homer (no episódio "Viva Ned Flanders").
- The Yes Guy (nome desconhecido) — é um cidadão excêntrico de Springfield, conhecido pela longa e declinante inflexão do "sim" quando atende clientes, seja como garçom, atendente, balconista ou vendedor. Apareceu pela primeira vez em "Mayored to the Mob". Tem um provável parente brasileiro que, como ele, fala "Si-ii-ii-iimmm" quando se apresenta (episódio "Blame It on Lisa").

### Uma participação
- Jacques — era um sedutor instrutor de boliche, que Marge Simpson conheceu quando seu casamento estava em crise. Aparece pela 1ª vez no episódio no "Life on Fast Lane", que termina com Homer e Marge se reconciliando (em um final que faz referência ao filme "An Officer and a Gentleman"). Desde então Jacques é visto brevemente em alguns episódios, todos sem fala. Até a 20ª temporada Jacques também aparecia, rapidamente, na abertura da série (quando Bart passa de skate em frente do bar do Moe).
- Karl — era o eficiente assistente de Homer Simpson, no curto período que ele trabalhou como executivo da Usina. Quando Homer estava prestes a ser demitido por fraudar o seguro médico da empresa (para comprar Dimoxinil, um remédio "milagroso" contra a calvície), Karl assume a culpa e é demitido em seu lugar. Karl é o primeiro personagem abertamente gay em The Simpsons e beija Homer ao final do episódio Simpson and Delilah.
- Sr. Bergstrom (voz original de Dustin Hoffman) — foi professor substituto, que assumiu a classe da Srª. Hoover enquanto ela esteve doente, e por quem Lisa imediatamente se afeiçoou. No entanto, após a Sª. Hoover retornar, o Sr. Bergstrom teve que deixar Springfield. A Lisa correu desesperada para impedi-lo, pois afirmava que ficaria perdida sem ele. Bergstrom a consola e antes de partir lhe entrega um bilhete escrito "Você é Lisa Simpson". Apareceu em Lisa's Substitute e foi apenas mencionado ou visto em fotos em episódios posteriores.
- Leon Kompowsky — era um doente mental que fingia ser Michael Jackson. Em "Stark Raving Dad", um mal-entendido leva Homer a ser internado em um hospício e lá fica muito amigo de Michael Jackson (ou melhor Leon Kompowsky). Quando é libertado, Homer o convida para jantar em sua casa, provocado um alvoroço com sua chegada. Desfeita a confusão, Leon confessa que passou a imitar Michael Jackson para assim encontrar a paz e fazer as pessoas ao redor se sentirem felizes.
- Bob Arnold — era um deputado corrupto que aceitou suborno para derrubar a Floresta Nacional de Springfield, em "Mr. Lisa Goes to Washington". Exposto por Lisa Simpson - que estava em Washington para participar de um concurso de redações patrióticas - o deputado teve o mandado cassado, o que fez Lisa voltar a acreditar sistema legislativo americano.
- Jer — dono da "King Toot's Music Store", loja de instrumentos musicais ao lado da Taverna do Moe. Aparece uma única vez, no episódio "Lisa's Pony".
- Hans, Fritz e Hors — empresários alemães que compraram temporariamente a usina nuclear do Sr. Burns. Aparecem uma única vez, no episódio "Burns Verkaufen der Kraftwerk".
- Surly Joe — proprietário da "Surly Joe Foundation Repair". O homem que consertou a casa dos Simpsons quando ela estava afundando. Ele parece ter sido inspirado no personagem Curly Joe de Os Três Patetas. Aparece uma única vez, no episódio "Marge Gets a Job".
- Laura Powers — é a filha adolescente de Ruth Powers. Bart se apaixonou por ela, mas Laura o preteriu pelo valentão Jimbo Jones. Para se vingar, Bart fez Moe acreditasse que Jimbo era o responsável pelos inconvenientes trotes telefônicos para seu bar. Assim, quando ameaçado por um furioso Moe, Jimbo fica apavorando e cai em brandos, fazendo com Laura se decepciona e termine com o namoro. No episódio "New Kid on the Block" ela faz sua primeira e única aparição.
- Sideshow Raheem — era o ajudante de palco de Krusty antes de Sideshow Bob. É semelhante ao Disco Stu com seu visual anos 1970, exceto que ele é negro, tem cabelo black power, usa óculos escuros e roupas coloridas. Aparece pela primeira vez no episódio I Love Lisa. Também é visto brevemente em "Bart the Fink", durante o falso funeral de Krusty.
- Lyle Lanley — é um vigarista de fala suave, que usa da boa lábia (incluído canções) para vender monotrilhos defeituosos em várias cidades, incluindo Springfield. Ele serviu como o principal antagonista em Marge vs o Monorail.
- Mindy Simmons (voz original de Michelle Pfeiffer) — bela colega de trabalho de Homer, Lenny e Carl na Usina Nuclear. Possui gostos e hábitos similares aos de Homer e ambos até se apaixonam, mas Homer tenta evitá-la para não estragar seu casamento com Marge (episódio "The Last Temptation of Homer").
- Stacy Lovell (voz original de Kathleen Turner) — desenhou e lançou as primeiras bonecas da linha Malibu Stacy, mas que perdeu os direitos sobre sua criação para a Corporação Petroquímica Petrochem . Se uniu a Lisa no episódio "Lisa vs. Malibu Stacy" para lançar uma boneca rival, chamada "Lisa Coração de Leão", que foi um fracasso de vendas.
- Freddie Quimby — é o temperamental sobrinho do prefeito Quimby que é acusado de agredir um garçom durante uma festa. O suposto crime é testemunhado apenas por Bart, que fica em dúvida entre falar a verdade (admitindo, assim, que havia fugido da escola) ou permitir que uma injustiça seja cometida. Aparece pela primeira vez em "The Boy Who Knew Too Much", mas é visto também, brevemente, em cenas de fundo em outros episódios.
- Ashley Grant — é uma estudante feminista que, depois de uma carona, confunde a tentativa de Homer em apanhar um doce grudado na parte de trás de sua calça com um ataque sexual. Inicia um protesto, alegando de sido vítima de assédio sexual, e a mídia o transforma em um circo contra Homer. Ashley perdoa Homer depois de ver um vídeo que prova sua inocência.
- Dr. Zweig — médica psiquiatra que tenta ajudar Marge superar seu medo de voar. Aparece em "Fear of Flying". Faz uma breve aparição em "It's a Mad, Mad, Mad, Mad Marge".
- Don Brodka — Donald Wilson Brodka é o carrancudo chefe da segurança da loja Try-N-Sale, onde Bart foi flagrado roubando o videogame Bonestorm, no episódio "Marge Be Not Proud".
- Hollis Hurlbut — é o chefe da Sociedade Histórica de Springfield (voz original de Donald Sutherland), que tenta manter a verdade sobre o passado criminoso de Jebediah Springfield escondida do público. Aparece em "Lisa the Iconoclas".
- Chester Jason Lampwick (voz original de Kirk Douglas) — sem-teto que alega ser o verdadeiro criador de Itchy and Scratchy, mas que foi enganado por Roger Meyers Sr. Chester já viveu como mendigo pelos subúrbios de Springfield, isto até que Bart o encontra e com a ajuda de Homer processa a Itchy and Scratchy Productions em 800 milhões de dólares. Aparece no episódio "The Day the Violence Died".
- Belle - a dona da casa de burlesco "Maison Derriere", onde Bart é forçado a trabalhar depois de quebrar um gárgula ornamental no episódio "Bart trabalha à noite".
- The Space Coyote (voz original de Johnny Cash) — é a alucinação em forma de um cachorro falante que apareceu para Homer, depois de ele comer uma pimenta venenosa (episódio The Mysterious Voyage of Our Homer). Ele envia Homer numa busca para encontrar sua "verdadeira alma gêmea" - que depois de muita procura Homer descobre ser realmente Marge.
- Frank Ormand (voz original de Jack Lemmon) — é o fundador da empresa Pretzel Wagon que convence Marge a começar seu próprio negócio de venda de pretzels. Aparece no episódio The Twisted World of Marge Simpson.
- Roy — é um jovem que, sem nenhuma explicação, passa a morar com a família Simpson. Apesar de aparentemente todos gostarem dele, Lisa exclama pouco antes de ele aparecer: "Adicionar um novo personagem é muitas vezes uma tentativa desesperada de aumentar a audiência". Ao final do episódio "The Itchy & Scratchy & Poochie Show" ele se despede dos Simpsons, também sem maiores explicações.
- John — é o dono de uma loja de antiguidades que se torna amigo dos Simpsons. Porém, ao descobrir que ele é gay, Homer passa a evitá-lo por temer uma suposta influência homossexual sobre seu filho. Homer arrasta Bart por um passeio para "reafirmar sua masculinidade", que termina quando ambos se veem cercados por um bando de renas furiosas. Após serem salvos por John, Homer resolve afinal reconsiderar seu preconceito. John faz seu "debut" no episódio Homer's Phobia.
- Rex Banner — era um dedicado servidor da lei que foi enviado a Springfield quando a lei seca foi brevemente reimplantada em Springfield (devido ao escândalo de quando Bart ficou bêbado no meio da rua em pleno festival da cerveja Duff) no episódio "Homer vs. the Eighteenth Amendment". Após prender o misterioso Barão da Cerveja (na verdade Homer Simpson), que estava a trazer cerveja ilicitamente para a cidade Rex foi demitido e lançado de catapulta para fora da cidade. Seu destino ainda é incerto.
- O Líder — é o fundador e supremo sacerdote do culto dos "Movimentarianos". Usando de lavagem cerebral o culto domina quase todas as pessoas em Springfield, fazendo com que trabalhem de graça em sua fazenda em troca da promessa serem todos recompensados com uma viagem de disco voador para o "planeta Blisstonia", que estaria guardado no "celeiro proibido". Ao final do episódio The Joy of Sect, a farsa é desfeita e O Líder tenta fugir com o dinheiro roubado, mas acaba nas mãos de Cletus.
- L.T. Smash — era o produtor e agente da boy band "Companhia em Festa" (formada por Bart, Nelson, Milhouse e Ralph). Lisa descobre que ele era na verdade um militar disfarçado, que usava mensagens subliminares escondidas nas letras das músicas ("Yvan eht Nioj" - "Join the Navy" - "Junte-se à Marinha") com o objetivo de recrutar jovens para a Marinha dos EUA.
- Becky — é a ex-noiva de Otto que morou na casa dos Simpsons depois que seu casamento é cancelado. Marge acreditava que ela estava tentando matá-la para ficar com Homer, em "It's a Mad, Mad, Mad, Mad Marge".
- Ray Magini — era um carpinteiro com quem Homer fez amizade. Seu nome é um anagrama da palavra "imaginário", por isso que todos ao seu redor Homer achavam que Ray não é real.
- Mason Fairbanks — é um caçador de tesouros que, por ter um relacionamento com sua mãe, Homer acreditou ser seu verdadeiro pai biológico, em "Homer's Paternity Coot".
- Darcy (voz original de Natalie Portman) — é uma garota que convenceu Bart que ele a engravidou, apesar dos dois terem apenas se beijado. Inocentemente Bart aceita ser o pai do filho que ela espera e juntos fogem para Utah a fim de se casarem. Impedidos por seus pais, Darcy acaba confessando que mentiu para Bart, apenas porque não queria ser mãe solteira. Apareceu no episódio "Little Big Girl" e reaparece em uma breve aparição (já com o bebê) em "Moonshine River".
- Drª. Stacey Swanson — é a psiquiatra que tratou Bart Simpson no episódio "Yokel Chords". Após a última sessão, a Dra. Swanson é forçada a ver um outro psiquiatra depois de ficar deprimida. Então, ele questiona se o vínculo emocional que ela criou com Bart não seria para preencher o vazio criado pela morte de seu filho nas mãos do Misterioso Stanley.
- Misterioso Stanley — era o antigo cozinheiro da Escola Primária de Springfield. Após sofrer o bullying dos alunos ele teve um colapso nervoso psicótico e começou a servir os mesmos alunos em sua sopa. Aparentemente, essa era apenas uma história que Bart inventou para assustar os outros alunos e roubar seus lanches. No entanto, a conversa entre a 'Drª. Stacey Swanson e seu psiquiatra (ao final do episódio "Yokel Chords") deixa claro que, em parte, a história do Misterioso Stanley é real.
- Milo (voz original de Jack Black) — é o dono da loja de quadrinhos concorrente da loja do Cara dos Quadrinhos, que ao contrário deste tem namorada e é atencioso com seus clientes. Aparece no episódio "Husbands and Knives".
- Simon Woosterfield — É um menino rico com quem Bart trocou de lugar (por serem fisicamente idênticos) no episódio "Double, Double, Boy in Trouble". Bart logo descobre que a vida de garoto milionário tem o inconveniente de fazê-lo alvo de Devon e Quenly, os cruéis meio-irmãos de Simon, que disputavam com ele a herança da família.
- Juliet Hobbs (voz original de Emily Blunt) — uma garota nova com quem Lisa faz amizade. Brincando, as duais criam um mundo de fantasia chamado "Equalia", que governam como as rainhas bem-amadas de seus súditos imaginários. Aos poucos Juliet vai mostrando um comportamento cada vez mais estanho, o que faz com que Lisa se afaste dela ao final do episódio "Lisa the Drama Queen".
- Jakib (voz original de Sacha Baron Cohen) — é o guia turístico que acompanha os Simpsons, ao lado do Reverendo Lovejoy e de Ned Flanders, durante uma excursão religiosa a Israel, no episódio "The Greatest Story Ever D'ohed". Também tem uma sobrinha, Dorit, uma menina perita em Krav magá que vence e dominou Bart, quando ele tentou fugir do grupo.
- Collin — Apareceu no filme dos Simpsons, é apaixonado por Lisa e tem muito a ver com ela.
- Walt Warren — Apareceu no episódio "O Bob que Mora ao Lado" é retratado como um criminoso primário embora não fale o crime que cometeu até hoje só teve uma aparição.
- Prefeito Petrovichnyamilenkossarian — Só teve até hoje uma única aparição que foi no episódio "Um Natal Pra Lá de Especial" , e nesse episódio foi retratado como concorrente do Prefeito Joe Quimby e explicado que não votam nele por causa de seu nome comprido.
- Red Rascal — Red Rascal só teve uma aparição que foi no episódio "Homer Caminhoneiro", nesse episódio Homer arranja um "emprego" de caminhoneiro após ter desafiado Red para comer um bife de 8 kg Red morre de entupimento na veia por carne então Homer tenta recompensa - lo fazendo a sua última entrega.
- "Velho Chinês" — Dono de uma loja de artigos ocultos que também vende iogurte congelado, nomeado por ele de "gelogurte" (o nome do velho chinês não é revelado no episódio). O mesmo vende para Homer um boneco "amaldiçoado" do Krusty, fazendo alusão aos filmes do "brinquedo assassino", o qual, nas próprias palavras do velho chinês, é recomendado: "- Tome este objeto, mas cuidado que ele leva uma terrível maldição...". Aparece num dos episódios da "Casa da árvore dos Horrores III", da quarta temporada da série.

### Alter egos
- Homem-Torta — alter ego de Homer quando ele se vestiu de super-herói no episódio "Simple Simpson" para assim "fazer justiça através das tortas" - isso porque Homer mantinha um histórico de agressões públicas que poderia levá-lo preso, daí veio a necessidade do disfarce.
- El Barto — alter ego grafiteiro de Bart Simpson. A assinatura do misterioso El Barto pode ser vista em vários pontos diferentes da cidade. É considerado pelo Diretor Skinner um inimigo ainda mais escorregadio que Bart (sem saber que ambos são a mesma pessoa). É mencionado pela primeira vez no episódio "Homer's Odyssey".
- Batman das Frutas — inspirado pelas revistas de super-heróis compradas do Cara dos Quadrinhos o Sr. Burns se torna o "Batman das Frutas", um justiceiro mascarado que combate o crime na cidade de Springfield, com ajuda inestimável de seu fiel parceiro, o Sr. Smithers, que paga para todos encenarem as lutas, resgates e prisões. No final, o Batman das Frutas realiza seu único ato de justiça quando ajuda Lisa a inocentar Bart, que havia sido falsamente acusado de estragar a celebração da Páscoa no início do episódio "Dark Knight Court"
- Os Beneficiários — é uma equipe de super-heróis idosos de Springfield. São convocados por Nick Fury (ou alguém muito parecido com o personagem da Marvel Comics) como parte da "Iniciativa Otagenária" depois que o Batman das Frutas é capturado pelo "Abominável Dr. Lenny". Os Beneficiários, ou no original "The Dependables" (brincadeira com The Expendables, filme que em Portugal e no Brasil ficou conhecido como Os Mercenários), aparecem uma única vez ao final do episódio Dark Knight Court e não faz parte do universo oficial de Os Simpsons, servindo mais como uma paródia e/ou homenagem aos Vingadores e a Liga da Justiça.
- Andarilho (Rambler) — é o alter egos de Abraham Simpson. É visto do lado de fora de um banco de Springfield depois de capturar dois bandidos, e fazendo-os dormir com suas histórias enfadonhas. É o primeiro integrante convocado para Os Beneficiários.
- Falcão Matutino (Early Bird) — é o alter egos de Jasper Beardly. Tem o poder de voar e é uma clara paródia do Gavião Negro da DC Comics. É o segundo integrante convocado para Os Beneficiários.
- Incrível Ligeira (Hot Flash) — o alter egos de Alice Glick, que como seu nome original indica é uma paródia do Flash. Poder da super velocidade (depois de tomar seus comprimidos). É a terceira integrante convocado para Os Beneficiários.
- Pulmão de Ferro (Iron Lung) — é o alter egos de Hans Moleman. Seu nome é uma referência ao Homem de Ferro da Marvel Comics. É o último integrante convocado para Os Beneficiários. Aparentemente não poder e, por está preso a um pulmão de aço, só serve como mesa para que seus colegas de equipe joguem cartas.
- The Bartman — outro alter ego de Bart Simpson. Aparece pela 1ª vez em "Three Men and a Comic Book" quando Bart se veste de super-herói imaginando que assim conseguiria desconto na entrada em uma convenção de quadrinhos. Reaparece em "Bartman Begins", uma das três histórias curtas sobre vingança contados no episódio "Revenge is a Dish Best Served Three Times". Embora não pertença, a rigor, ao universo oficial da série de TV Bartman é constantemente visto nas histórias em quadrinhos dos Simpsons publicados desde os anos 1990 pela editora Bongo Comics, tendo até uma revista própria. Também aparece nos videogames The Simpsons Game e The Simpsons: Hit & Run.

### Personagens de ficção dentro da série
- Homem Radioativo — típico herói de revista em quadrinhos, tão famoso quanto o Super-Homem, o nome é pelo fato de ele ter sido atingido por uma bomba atômica e ao invés de morrer ganha superpoderes. Em um episódio ("Três garotos e um gibi") torna-se obsessão de Bart conseguir o exemplar tão raro n°1. É uma sátira do Tocha Humana original.
- Caidaço Boy — é o ajudante do Homem Radioativo na revista em quadrinhos preferida de Bart e já foi contracenado por Milhouse na versão cinematográfica não finalizada do Homem Radioativo (interpretado no mesmo filme por Rainier Wolfcastle). Em sua primeira citação era chamado de Centelha.
- Itchy & Scrathy (ou Comichão e Coçadinha) — personagens do desenho animado favorito de Bart e Lisa Simpson. É uma espécie de Tom & Jerry, mas uma versão sangrenta e recheada de humor negro, brutalidade e violência "estimulante" para crianças.
- Poochie — um personagem que foi acrescentado brevemente no desenho The Itchy & Scratchy. Os executivos da rede decidiram que o show precisava se "atualizar" para manter o interesse do público, por isso criaram Poochie, um cão de desenho animado "com atitude". Poochie foi apresentado com grande estardalhaço, cantado o rap do Poochie, mas foi tão odiado pelos fãs que os executivos decidirem se livrar dele. Homer, que dublava Poochie, pediu uma segunda chance ao público. Apesar do apelo Poochie foi sumariamente cortado, com direito a uma nota lida durante a transmissão de TV que dizia que "Poochie morreu no caminho de volta para seu planeta natal ", e garantindo que ele jamais, em hipótese alguma, retornaria.
- Everyman — é um super-herói criado pelo Cara dos Quadrinhos no episódio "Homer the Whopper". Everyman tinha o poder de "pegar emprestado" o poder de qualquer super-herói cujas revistas em quadrinhos tocasse. Posteriormente o personagem seria interpretado por Homer em uma fracassada adaptação cinematográfica (Homer teve dificuldades em manter o peso durante a produção), motivo que levaria tanto o filme quanto o personagem ao esquecimento.

### Produtos e objetos
- Barra de carbono inanimada — duas barras de carbono inanimadas, na verdade, frustram e enfurecem Homer Simpson, no episódio Deep Space Homer: a primeira recebe o prêmio de "funcionário da semana" da Usina Nuclear de Springfield (que deveria ser de Homer); a segunda recebe honras de "heroína" (com direito desfile em carro aberto e capa da revista Time) quando é usada para fechar uma comporta danificada do ônibus espacial, que já havia sido avariado por Homer durante sua mal-sucedida experiência como astronauta.
- Malibu Stacy — é a mais famosa boneca da cidade, criado por Stacy Lovell, uma homenagem a boneca Barbie.
- Bobo — é o amado ursinho de pelúcia do Sr. Burns. Depois de passar pelas mãos de Charles Lindbergh e Adolf Hitler foi considerado perdido há décadas foi encontrado por acaso no Kwik-E-Mart do Apu e adotado por Maggie Simpson. Burns finalmente o recupera ao final do episódio "Rosebud".
- Funzo — era um brinquedo lançado pela "Kid First Industries" em uma grande campanha de marketing de Natal, mas que havia sido secretamente concebido para destruir os brinquedos das demais empresas. No episódio "Grift of the Magi", Bart e Lisa unem forças para invadir a fábrica de Funzos na tentativa de deter seu exército de brinquedos assassinos.
- Cerveja Duff — marca de cerveja fictícia, muito popular em Springfield. É a preferida de Homer.
- Buzz Cola — marca de refrigerante fictícia com sabor de cola. É uma paródia de marcas como a Coca-Cola e a Pepsi.
- Linguo — era um robô de correção de gramática criado por Lisa para a feira de ciências. Foi destruído quando uma sobrecarga provocada por erros gramaticais de mafiosos à sua volta acendeu os pavios de uma carga de fogos de artifícios contrabandeados, no final do episódio Trilogy of Error.

### Personagens falecidos
- Amber Simpson — garçonete de Las Vegas com quem Homer se casou, depois de uma noite de bebedeiras, no episódio "Viva Ned Flanders". Ela reaparece no episódio "Brawl in the Family", dessa vez para se casar com o Vovô Simpson. Em "Jazzy and the Pussycats" os Simpsons vão ao funeral de Amber, que teria morrido de overdose de drogas.
- Beatrice "Bea" Simmons — foi a "namorada" de Abraham Simpson no episódio "Dinheiro de Velho". Morreu devido a um ventrículo estourado (o que fez o Vovô Simpson comentar que Bea morreu, simbólica e literalmente, "com o coração partido", porque ele não estava ao seu lado). Abe então descobre que Bea lhe deixou 108 mil dólares de herança, que ele usaria em parte em melhorias no Castelo dos Aposentados ao final do episódio.
- Dr. Marvin Monroe — o mais "conceituado" psiquiatra de Springfield, embora também não seja nenhum grande modelo de competência científica. Por inúmeras vezes falhava em tratar de sua clientela, especialmente Homer e Marge. Morre de forma misteriosa e não explicada na 6ª Temporada. Foi dito estar morto no episódio 138. Retorna na 15ª Temporada, no episódio 323 - "Diatribe Of A Mad Housewife".
- Alice Glick — era uma mulher idosa que residia em Springfield. Quando Bart tentou juntar dinheiro para comprar um gibi raro ela o pôs a fazer tarefas desagradáveis em sua casa em troca de pagamento irrisório em "Three Men and a Comic Book". Apesar da sua morte ser anunciada na TV Alice ainda é vista com frequência no Castelo de Aposentados de Springfield e outros lugares da cidade ao longo de vários episódios.
- Jebediah Obadiah Zachariah Jedediah Springfield — Antes conhecido como Hans Sprungfeld, é o fundador da cidade de Springfield. Uma estátua representando a vitória de Springfield fica na praça principal da cidade, em frente à Prefeitura. Na base da estátua há uma placa com sua mais famosa frase: "Um espírito nobre engrandece o menor dos homens".
- Shelbyville Manhattan — é o fundador da cidade de Shelbyville e ex-parceiro de Jebediah Springfield, o qual se desentendeu quando este se recusou a fundar uma cidade fundamentada no casamento entre primos. Shelbyville seguiu sua jornada com uma grupo de aliados fundou sua própria cidade. E hoje na cidade de Shelbyville há uma estátua de seu fundador abraçado com suas primas.
- Frank Grimey Grimes — antigo colega de trabalho de Homer. Frank, enlouquecido com a plena falta de cérebro de Homer, descuidadamente encostou num fio de alta voltagem da usina/central e assim morreu na tentativa de provar que Homer era uma completa negação sobre qualquer coisa que requeira inteligência. Seu filho William Grimes tornou-se um psicopata para tentar de todos os modos assassinar Homer e assim vingar seu pai (inclusive, está preso por isso). Frank somente apareceu no episódio "Homer's Enemy".
- Gladys Bouvier — irmã de Jackie Bouvier, portanto tia de Marge, Patty e Selma Bouvier e tia-avó de Bart, Lisa e Maggie. É uma personagem que fez uma única aparição, e mesmo assim, já estando morta.
- Fred Kanneke — cunhado do Chefe Wiggum. Já aparece morto na Clínica de Eutanásia do Dr. Egoyan, que é preso por Wiggum quando a lei do suicídio assistido é revogada, apenas minutos antes que o Dr. Egoyan (inspirado na polêmica Jack Kevorkian) usasse a mesma técnica em Abraham Simpson, no episódio "Million Dollar Abie".
- Mary Bobins — paródia de Mary Poppins. Aparece em apenas no episódio "Supercalifragilespiralidoso" onde trabalha na casa dos Simpsons e ensina boas maneiras a eles. Morre ao sair da casa dos Simpsons, quando seu guarda-chuva "voador" acabou sendo sugado com ela para dentro da turbina de um avião.
- C.W. McAllister — é um antigo amigo de Abraham Simpson que escalou o Monte Murderhorn. Um diário encontrado junto ao seu corpo congelado acusava Abe de traí-lo e tentado devorá-lo. O que foi comprovado quando as marcas de mordida no braço de McAllister combinaram com a dentadura do Vovô Simpson.
- Emil, Mindy e JP — executivos de uma empresa de cigarros que tentaram obter a patente sobre o tomaco - um vegetal híbrido de tabaco e tomate, altamente viciante, que Homer criou sem querer ao cultivar a terra usando material radioativo. Após Homer rejeitar a oferta dos executivos (e a fazenda ser tomada por animais viciados em tomaco) os três roubam última muda de tomaco, mas são mortos quando o helicóptero em que viajavam cai devido, à presença a bordo, de uma enlouquecida ovelha viciada em tomaco.
- Red Barclay — Caminhoneiro que desafiou Homer em uma competição para ver quem comeria primeiro um filé de 5 quilos, no restaurante O Matador.

### Deus
Nessa versão simpsoniana, Deus aparece como um estereótipo do Deus judaico-cristão, um homem alto, iluminado, com uma barba e cabelo longos e cinzentos, cujo rosto nunca aparece (salvo por algumas fotos artísticas do seu rosto e de sua aparição na sequência de abertura de A Casa da Árvore dos Horrores XVI. É o criador do universo Simpson e, apesar de ser uma entidade capaz de perdoar a todos por tudo (apesar de o fato de Homer dormir em quase todas os cultos ser um pecado bem feio, Deus parece não se incomodar com isso), ele não demonstra ser capaz de saber de tudo o que acontece na existência (visto que, na A Casa da Árvore dos Horrores XIV, ele foi enganado por Homer e, na cena deletada da primeira história da "Casa da Árvore dos Horrores IV", quando um demônio usa a cabeça do Homer como bola de boliche, ela arrebenta nos pinos de boliche e lá aparece um bilhete à mão dizendo "Eu lhe devo um Cérebro. Com amor, Deus") ou poder tudo (visto que em A Casa da Árvore dos Horrores XVI, foi incapaz de deter um buraco negro temporal que consumiu o Universo). Vale lembrar que essas coisas aconteceram nas Casas das Árvores dos Horrores, que fica num universo não oficial dos Simpsons.
Uma característica marcante no personagem é o fato de ele ser desenhado (pelo menos normalmente) com CINCO dedos, ao contrário dos outros personagens. Deus aparece sempre na igreja da cidade como o salvador. Também num episódio da "Casa da Árvore dos Horrores", quando Homer engana Flanders ao se passar por Deus, se mostra submisso ao diabo (chegando ao ponto de ir buscar um café para ele), algo totalmente e absurdamente impossível de se acontecer, mesmo na versão alternativa da Casa Da Árvore dos Horrores, uma vez que Deus é infinitamente mais poderoso que o diabo.

### Animais
- Ajudante de Papai Noel (Santa's Little Helper) — ele é o cachorro da família Simpson da raça galgo inglês ou Greyhound é um típico cão de corrida que mede por volta de 71 cm. Aparece na série logo na estreia do desenho na TV: "O Prêmio de Natal" quando é aposentado por chegar em último lugar na corrida e é acolhido por Homer e Bart Simpson ("Simpsons Roasting on an Open Fire") exibido em 17 de dezembro de 1989.
- Bola de neve I, II, III, IV e V — os gatos de estimação da família, sem algum motivo aparente os quatro morreram e o V continua vivo atualmente.
- Coltrane — era o nome do quarto gato de Lisa, que morreu ao ouvir saxofone, jogando-se na rua e sendo atropelado.
- Tuti-Tuti — Macaca que sequestra Bart, quando sente pena dela por estar sempre triste, ao final do episódio, revela-se mãe de Mr. Teeny, macaco-prego de Krusty
- Jub Jub — é a iguana de estimação de Selma Bouvier. Jub Jub foi adquirido por Jackie Bouvier como herança de Gladys Bouvier, mas Selma precisava muito mais de uma companhia do que sua mãe, e por isso ficou com a iguana.
- Blinky — é um peixe de 3 olhos, possivelmente vítima de alterações genéticas devido aos despejos irregulares de material radioativo da Usina Nuclear de Springfield no meio ambiente.
- Lady — cão collie super treinado, que Bart compra, e troca cruelmente pelo Santa's Little Helper no episódio "Motim Canino" da 8ª temporada.
- Rosa Barks — cachorro poodle da família Hibbert, seu nome é um trocadilho com o nome da ativista civil Rosa Parks.
- Princesa — após tanto pedir, Lisa ganha de Homer um pônei com o nome de Princesa. Isso aconteceu no episódio 43 da 3ª Temporada.
- Mr. Teeny — o Chimpanzé de estimação de Krusty. É também mascote de seu show infantil e sempre acaba sendo criminalmente responsabilizado por qualquer coisa errada que seu dono acabe fazendo.
- Stampy (Demolidor) — Elefante que Bart ganha em um concurso na rádio KBBL, Homer queria o vender para um vendedor de marfim, mas no fim, ele acaba indo para uma reserva florestal.
- Snuffy — o hamster da Lisa.
- Pinchy — uma lagosta que Homer compra no episódio "Lisa tira um A" da 10ª temporada. Homer cria grande amizade com a lagosta e no final acaba matando-a sem querer. Para se recuperar da dor, ele come a lagosta sem dividir com a família.
- Duncan — era cavalo de corrida de Homer e de Bart no episódio Saddlesore Galactica.
- Strangles — cobra de estimação de Bart, depois de o Ajudante do Papai Noel o ter mordido.
- Esquilo de Mil olhos — Apareceu no filme dos Simpsons. Era um esquilo normal, mas ao fugir de um predador, se jogou no lago, e assim, ficou radioativo.
- Porco Aranha ou Harry Porco — Apareceu no filme dos Simpsons. Homer encontrou-o quando estava preste a ser cortado, mas ao levá-lo para casa teve que se desfazer das fezes do porco. Então jogou as fezes no lago que se tornou, por isso, poluído.
- Lou — Boi do Bart, foi mandado para Índia para não virar hambúrguer.
- Lagarta Gritadeira — uma espécie em extinção que passa a morar no quintal da família Simpson, em "The Game Frying". A lagarta é grande, vermelha e é uma presa fácil para os pássaros, além de ser sexualmente atraída pelo fogo. Porém, o que piora ainda mais a tarefa dos Simpsons de cuidar de seu bem bem-estar (imposta pela Agência de Proteção Ambiental) são seus gritos altos e constantes dia e noite. Um descuido de Homer (que a mata esmagada com um livro) o condena a 200 horas de serviço comunitário por tentativa de "inseticídio".